# Aristóteles
Aristóteles (en griego antiguo: Ἀριστοτέλης [Aristotélēs]; en griego moderno: Αριστοτέλης [Aristotélis]; en latín: Aristoteles; Estagira, 384 a. C.-Calcis, 322 a. C.) fue un filósofo, polímata y científico griego nacido en la ciudad de Estagira, al norte de la Antigua Grecia. Es considerado junto a Platón, el padre de la filosofía occidental. Sus ideas han ejercido una enorme influencia sobre la historia intelectual de Occidente por más de dos milenios.
Fue discípulo de Platón y de otros pensadores, como Eudoxo de Cnido, durante los veinte años que estuvo en la Academia de Atenas. Poco después de la muerte de Platón, Aristóteles abandonó Atenas para ser el maestro de Alejandro Magno en el Reino de Macedonia durante casi cinco años. En la última etapa de su vida, fundó el Liceo en Atenas, donde enseñó hasta un año antes de su muerte.
Aristóteles escribió cerca de 200 obras, de las cuales solo se han conservado 31 (ninguna de ellas destinada a la publicación) en el Corpus Aristotelicum, sobre una enorme variedad de temas, entre ellos: lógica, metafísica, filosofía de la ciencia, ética, filosofía política, estética, retórica, física, astronomía y biología. Aristóteles transformó muchas, si no todas, las áreas del conocimiento que abordó. Es reconocido como el padre fundador de la lógica y de la biología, pues si bien existen reflexiones y escritos previos sobre ambas materias, es en el trabajo de Aristóteles donde se encuentran las primeras investigaciones sistemáticas al respecto. Aristóteles también ha sido llamado el padre de la ciencia política, zoología, embriología, derecho natural, método científico, retórica, psicología, realismo, crítica, individualismo, teleología y de la meteorología.
Contrario al platonismo, Aristóteles desarrolló una filosofía en donde la fuente del conocimiento es la experiencia. Según su teoría hilemórfica, cada entidad sensible es una sustancia compuesta de materia, aquello que constituye las cosas; y forma, lo que organiza la materia, siendo esta última su esencia. Toda sustancia tiende hacia una causa final dirigida por su naturaleza (teleologismo). Según el filósofo, el ser humano es un animal racional constituido por un cuerpo y alma, cuyo fin último es la actividad intelectual mediante el ejercicio de la razón, virtud (areté) propia del alma, llegando así al bienestar (eudaemonia). Las virtudes éticas, las cuales se forman mediante el hábito, son el término medio entre dos excesos o vicios. Los humanos viven por naturaleza en comunidad, formando así Estados (polis) con el fin de preservar la felicidad de sus ciudadanos. También defendió el valor de la retórica, el arte poético y la superioridad del varón griego.
Entre muchas otras contribuciones, Aristóteles formuló la teoría de la generación espontánea, el principio de no contradicción y las nociones de categoría, sustancia, motor inmóvil, acto y potencia. Algunas de sus ideas, que fueron novedosas para la filosofía de su tiempo, hoy forman parte del sentido común de muchas personas. Influyó en el pensamiento islámico durante la Edad Media, así como en la escolástica cristiana. Su ética, aunque siempre influyente, ganó un renovado interés con el advenimiento moderno de la ética de las virtudes.

## Biografía

### Primeros años

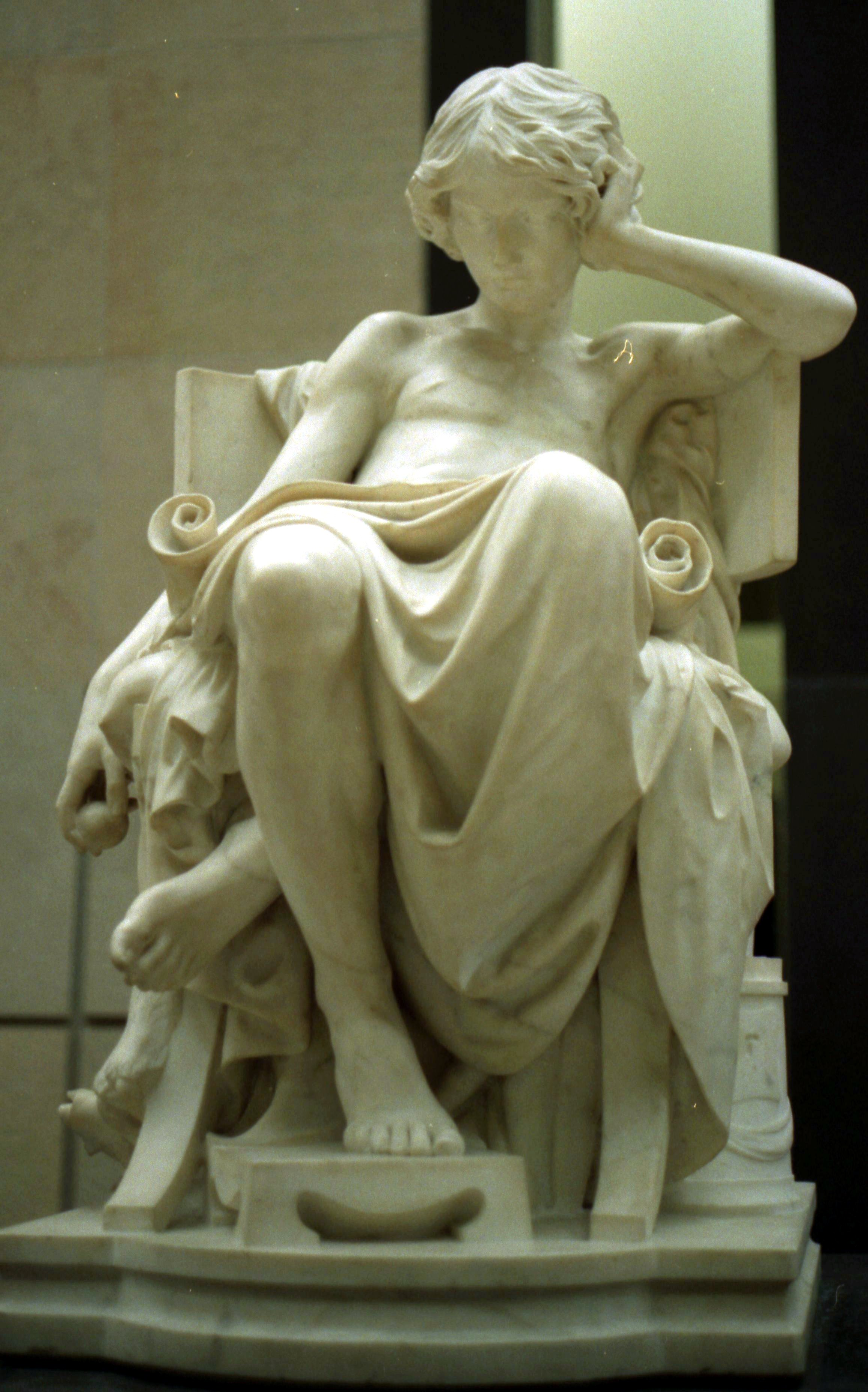
La juventud de Aristóteles por Charles Degeorge (1875).

Aristóteles nació en 384 a. C. o 383 a. C., durante el primer año de la olimpiada XCIX, en la ciudad de Estagira, la actual Stavros (razón por la cual se lo apodó el Estagirita), no lejos del actual Monte Athos, en la península Calcídica, entonces perteneciente al Reino de Macedonia (actual región de Macedonia de Grecia). Su padre, Nicómaco, pertenecía a la corporación de los asclepiadeos, es decir, que profesaba la medicina, y fue médico del rey Amintas III de Macedonia, hecho que explica su relación con la corte real de Macedonia, que tendría una importante influencia en su vida; y su madre, Festis, era oriunda de Calcis y también estaba vinculada a los asclepiadeos.
En la época del rey Arquelao I de Macedonia, al ser su padre médico del rey Amintas III de Macedonia, ambos residieron en Pella, y Aristóteles no pudo permanecer mucho tiempo en aquel lugar, ya que sus padres murieron cuando él era aún muy joven, y se trasladó probablemente a Atarneo. En 367 a. C., cuando Aristóteles tenía 17 años, falleció su padre, y se hizo cargo de él su tutor Proxeno de Atarneo, que lo envió a Atenas, por entonces un importante centro intelectual del mundo griego, para que estudiase en la Academia de Platón. Allí permaneció por veinte años.

### Período en la Academia
Para completar la educación de Aristóteles, Proxeno lo envió a Atenas para inscribirle a la Academia, habiéndose extendido ya su fama y la de Platón por el mundo griego.

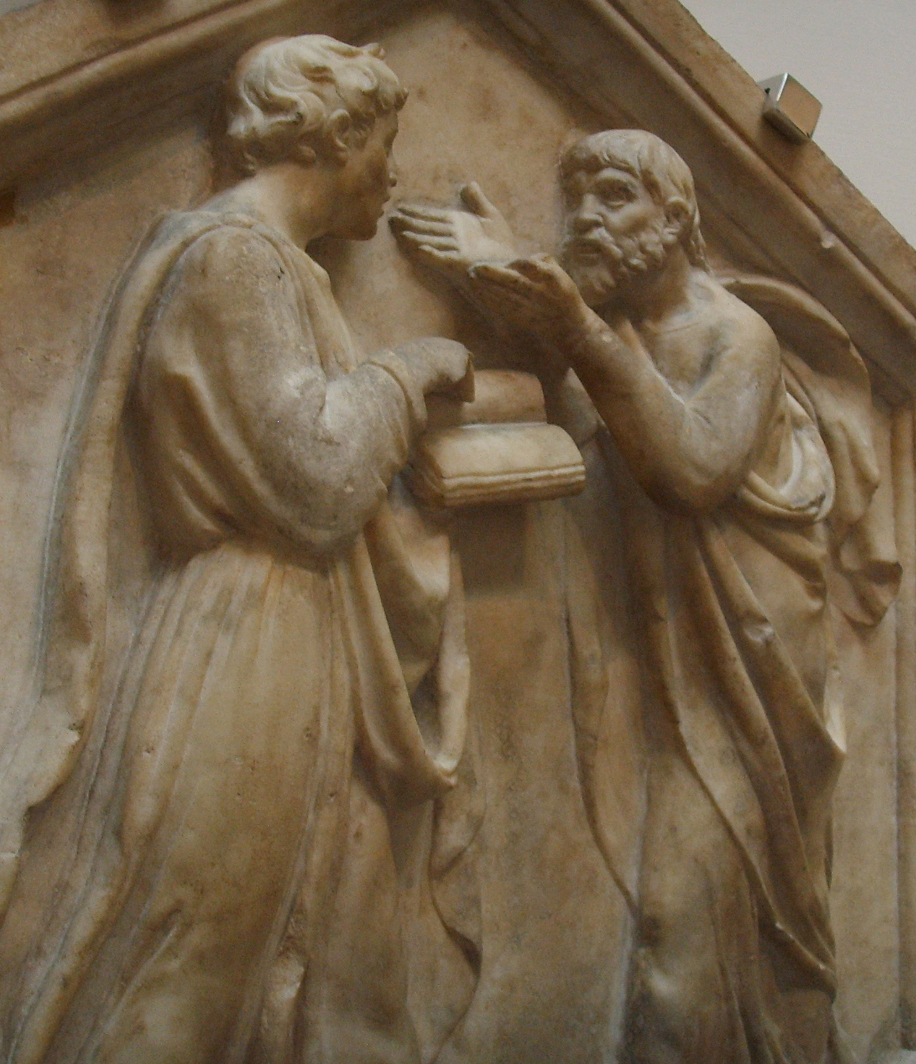
Bajorrelieve de Platón enseñando a Aristóteles, por Luca della Robbia (c. 1439).

Aristóteles conoció a Platón cuando tenía 17 años de edad, y permaneció en la Academia desde 367 o 366 a. C. hasta 347 o 346 a. C., justo con el momento en el que coincide el segundo viaje que realizó Platón a Sicilia. Debido a que Aristóteles acudió a la Academia durante su periodo de máximo esplendor, pudo desarrollarse de forma adecuada. Eudoxo de Cnido ejerció la primera influencia decisiva sobre Aristóteles, ya que pudo ejercer su influencia en la exigencia «salvar los fenómenos», lo que es lo mismo, «hallar un principio que explicase los hechos conservando intacto su modo genuino de presentarse». El propio Platón le llamaba «el lector» debido a su afán de formarse mediante escritos en lugar de hacerlo de forma oral (como se hacía en la Academia).
Debido a que las ideas filosóficas de Eudoxo diferían de la filosofía platónica y concluían en aporías, Aristóteles hizo caso omiso de las mismas, pero sí se relacionó con Espeusipo, Filipo de Opunte, Erasto y Corisco. Tanto Espeusipo como Filipo de Opunte fueron escolarcas de la Academia, Heraclides Póntico la rigió cuando Platón hizo su tercer viaje a Sicilia, Filipo publicó la obra Leyes, y Erasto y Corisco asociaron sus nombres con Aristóteles. Durante este periodo de juventud escribió varios diálogos y el Protréptico, una exhortación a la filosofía muy popular dirigida al público general. Ninguna de estas obras se ha podido conservar salvo algunas en fragmentos.[cita requerida]
Aristóteles participó probablemente en los Misterios eleusinos, escribiendo sobre ellos: "La experiencia es aprender" (παθείν μαθεĩν).

### Formación de su filosofía
Tras la muerte de Platón en 347 a. C., Aristóteles dejó Atenas. La historia tradicional registra que Aristóteles partió por su decepción de que la dirección de la Academia pasara al sobrino de Platón, Espeusipo, aunque esto es improbable, pues un macedonio no podía heredar bienes atenienses. Es posible que temiera los sentimientos contra los macedonios en Atenas en ese momento y se fue antes de la muerte de Platón.
Aristóteles se trasladó a Atarneo y a Aso, en la península de Asia Menor, donde vivió aproximadamente tres años bajo la protección de su amigo y antiguo compañero de la Academia, Hermias, quien era gobernador de la ciudad. Cuando Hermias fue asesinado, Aristóteles se mudó a la ciudad de Mitilene, en la isla de Lesbos, donde permaneció dos años. Allí continuó con sus investigaciones junto a Teofrasto, nativo de Lesbos, enfocándose en zoología y biología marina. Además se casó con Pitias de Aso, la sobrina de Hermias, con quien tuvo una hija del mismo nombre, Pitias la Joven.

#### Alejandro Magno y el Liceo

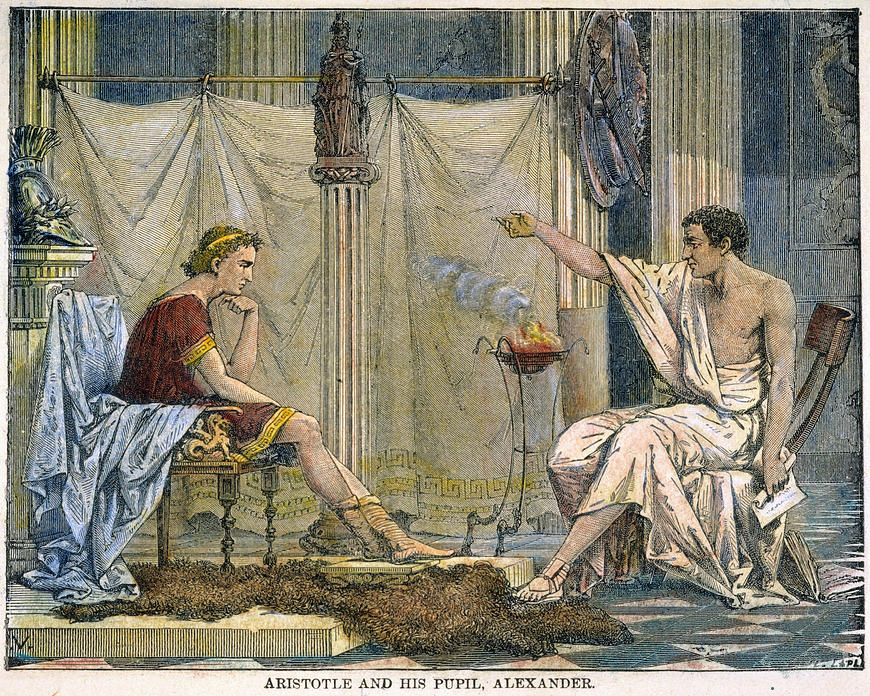
Alejandro Magno y Aristóteles. El filósofo fue su formador intelectual y le inculcó sus conocimientos en la etapa adolescente por más de dos años. Se considera que esas enseñanzas fueron elementos decisivos para los objetivos que se propuso Alejandro. Su sobrino, Calístenes, quien fue su biógrafo, lo acompañó en la campaña contra Persia. Las cartas entre Alejandro y Aristóteles quedaron registradas en el libro de Pseudo Calístenes, Vida y Hazañas de Alejandro de Macedonia.

En 343 a. C., el rey Filipo II de Macedonia convocó a Aristóteles para que fuera tutor de su hijo de 13 años, que más tarde sería conocido como Alejandro Magno, en la localidad de Mieza. Aristóteles viajó entonces a Pella, por entonces la capital del imperio macedonio, y enseñó a Alejandro durante dos años, al menos, hasta que inició su carrera militar. Durante el tiempo de Aristóteles en la corte macedonia, dio lecciones también a otros dos reyes futuros: Ptolomeo y Casandro.
En 335 a. C., Aristóteles regresó a Atenas y fundó su propia escuela, el Liceo, llamado así por estar situado dentro de un recinto dedicado al dios Apolo Licio. A diferencia de la Academia, el Liceo no era una escuela privada y muchas de las clases eran públicas y gratuitas. A lo largo de su vida, Aristóteles reunió una vasta biblioteca y una cantidad de seguidores e investigadores, conocidos como los peripatéticos (de περιπατητικός, 'itinerantes', llamados así por la costumbre que tenían de discutir caminando). La mayoría de los trabajos de Aristóteles que se conservan son de este período. Escribió muchos diálogos, de los cuales solo han sobrevivido fragmentos. Los trabajos que han sobrevivido están en forma de tratado y no estaban destinados, en su mayor parte, a una publicación.[cita requerida]
Durante este período, murió su esposa Pitias, y Aristóteles empezó una nueva relación con Herpilis, se cree que, como él, nativa de Estagira. Aunque algunos suponen que no era más que su esclava, otros deducen de las últimas voluntades de Aristóteles que era una mujer libre y probablemente su esposa en el momento de su muerte. En cualquier caso, tuvieron descendencia juntos, incluyendo un hijo, Nicómaco, que nombra como padre a Aristóteles y a quien dedicó su Ética a Nicómaco.
Aunque poco se sabe de su aspecto físico, Aristóteles fue descrito como calvo, de piernas cortas, ojos pequeños, balbuciente, elegante al vestir y, según sus propias opiniones, falto de hábitos ascéticos. Era un hombre práctico y un observador cuidadoso. De mente alta y buen corazón, dedicado a sus seres queridos y justo con sus rivales. Diógenes Laercio declaró que tenía inclinación a la burla y cita algunas expresiones que testimonian su fácil ingenio.

### Muerte
Cuando Alejandro murió en 323 a. C., es probable que Atenas se volviera un lugar incómodo para los macedonios, especialmente para quienes tenían las conexiones de Aristóteles. Según se cuenta, declaró que "no veía razón para dejar que Atenas pecara dos veces contra la filosofía" (clara alusión a la condena de Sócrates). Aristóteles dejó Atenas y se estableció en Calcis, en la isla de Eubea, donde murió extrañamente al año siguiente, a la edad de 61 o 62 años −en 322 a. C.−, por una enfermedad de los órganos digestivos. Su testamento fue conservado por Diógenes Laercio.
En mayo de 2016, durante el congreso internacional "Aristóteles, 2.400 años" celebrado en la Universidad de Salónica, Konstantinos Sismanidis, director de las excavaciones en la ciudad de Estagira, dio a conocer las conclusiones de su equipo de arqueólogos sobre un edificio descubierto en 1996 y ahora reestudiado a la luz de dos manuscritos que hacen alusión al traslado posterior de las cenizas del filósofo, en una urna de bronce, a su ciudad natal. Según ellos, el edificio, hallado en el interior de una fortaleza bizantina posterior, "no puede ser otra cosa que el mausoleo de Aristóteles", aunque aclararon que "no tenemos pruebas, pero sí indicios muy fuertes que rozan la certeza".

## Su filosofía
El pensamiento de Aristóteles abarca prácticamente todas las facetas de la investigación intelectual. Aristóteles hizo filosofía en sentido amplio, que también describiría como "ciencia". El uso del término ciencia tiene un significado diferente al que cubre el término "método científico". Distingue tres tipos de filosofías, ciencias o saberes: saber práctico, que incluye la ética y la política; saber productivo, significa el estudio de las artes, incluida la poética; y saber teórico, puramente contemplativo al no intervenir en el objeto de estudio, que abarca la física, las matemáticas y la metafísica. La lógica y la retórica no constituyen para Aristóteles saberes sustantivos.

### Metafísica
La palabra "metafísica" parece haber sido acuñada en el siglo I d. C. por Andrónico de Rodas, quien reunió varias de las obras de Aristóteles para el tratado que conocemos con el nombre de Metafísica. La metafísica, según Aristóteles, es en primer lugar, una teoría de los principios (archai) generales del pensamiento (que aborda en más detalle en su lógica); y en segundo lugar, una doctrina (logos) del ser (on) en cuanto tal. La metafísica de Aristóteles gira en torno a dos cuestiones fundamentales: la del comienzo y la de la unidad.

#### La filosofía primera

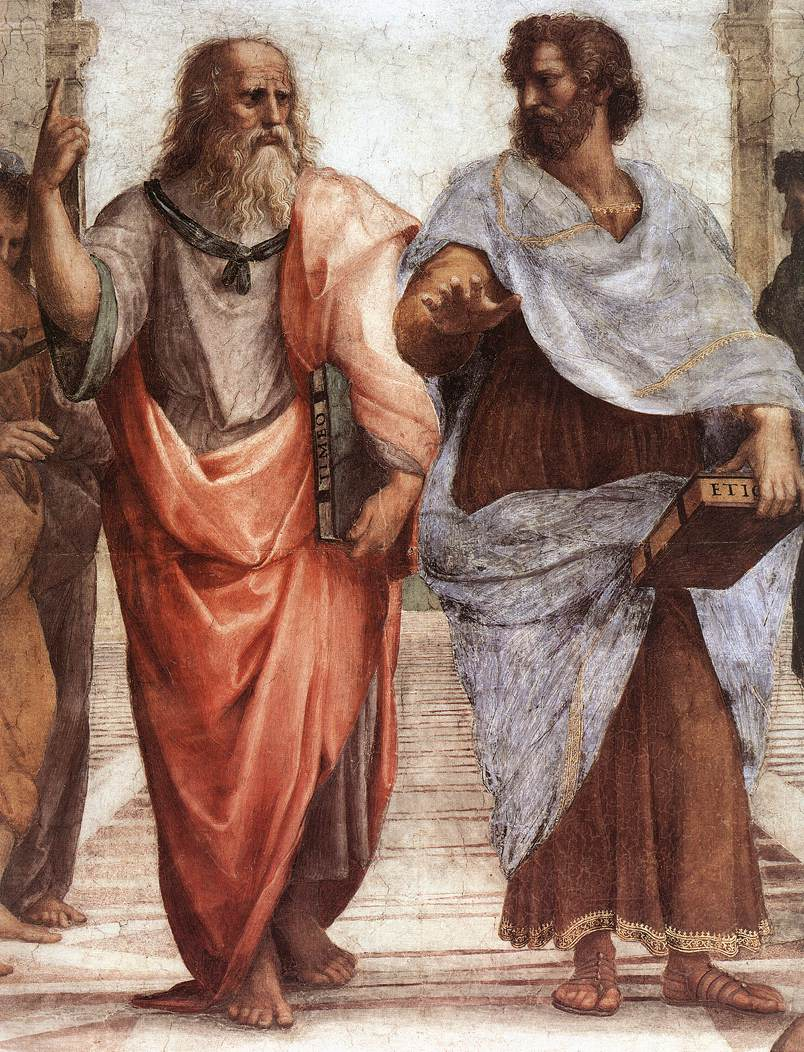
Platón y Aristóteles en la La escuela de Atenas, por Rafael Sanzio (1509).

En el comienzo del libro IV de la Metafísica, aparece formulada la conocida declaración enfática según la cual «hay una ciencia que estudia lo que es, en tanto que algo que es y los atributos que, por sí mismo, le pertenecen». Inmediatamente añade Aristóteles que tal ciencia «no se identifica con ninguna de las ciencias particulares, sino que posee el objeto de estudio más extenso y menos comprensible que pueda existir: el ser».
Ninguna de las ciencias particulares, como las matemáticas y las ciencias naturales (la física), se ocupa «universalmente de lo que es», sino que cada una de ellas secciona o acota una parcela de la realidad ocupándose de estudiar las propiedades pertenecientes a esa parcela previamente acotada. Aristóteles la llamó "primera filosofía" o "ciencia primera" y teología. La filosofía primera, luego llamada metafísica, es la ciencia más general por ser la ciencia del ser en cuanto ser, y Aristóteles la identificaba con la sabiduría (sofía), de la que habla también en el libro quinto de la Ética nicomáquea.

[...] si hay algo eterno e inmóvil y separado, es evidente que su conocimiento corresponde a una ciencia especulativa —theoría—, pero no a la Física [...] ni a la Matemática, sino a otra anterior a ambas [...] la Ciencia primera versa sobre entes separados e inmóviles... habrá tres filosofías especulativas: la Matemática, la Física y la Teología (pues a nadie se le oculta que, si en algún lugar se halla lo divino, se halla en tal naturaleza [la inmóvil y separada]), y es preciso que la más valiosa se ocupe del género más valioso. Así, pues, las especulativas son más nobles que las otras ciencias, y ésta (la teología), más que las especulativas.
Metafísica. VI, 1026a.

Aristóteles pues propone la ontología como un proyecto de ciencia con pretensión de universalidad que parece corresponder al estudio de lo que es, en tanto que algo que es. Argumenta que los principios de esta ciencia serán, en cierto modo, los primeros principios de todos. Aristóteles parece seguir la teoría correspondentista de la verdad, donde la verdad es decir que "el Ente es y que el No-ente no es". Con ello antes de abordar el tema del ser, Aristóteles comienza argumentando en el libro I de la Metafísica que la primera filosofía debe abordar los axiomas del razonamiento, siendo el primer principio el principio de no contradicción, el más seguro de todos los principios lógicos. Como es un primer principio, no se puede demostrar y de éste surgen los demás, como el principio de identidad y tercero excluido. Aristóteles elaborará su lógica más en detalle en el Órganon.

#### Crítica a la teoría de Platón
Aristóteles recopiló y estudió el pensamiento de filósofos anteriores a él, desde Tales hasta su maestro (inaugurando la historiografía filosófica). Él construyó un sistema filosófico propio y sometió a crítica la teoría de las formas de Platón. Si bien Aristóteles admite, al igual que Sócrates y su maestro, que la esencia es lo que define al ser, concibe (a diferencia de sus antecesores) la esencia como la "forma" (μορφή) que está unida inseparablemente a la materia, constituyendo juntas el ser, o que denomina sustancia (ver: Hilemorfismo).
Al igual que su maestro Platón, la filosofía de Aristóteles apunta a lo universal. La ontología de Aristóteles sitúa lo universal (katholou) en particulares (kath'hekaston), cosas en el mundo, mientras que para Platón lo universal es una forma que existe separadamente a la que imitan las cosas reales. Para Aristóteles, la "forma" sigue siendo aquello en lo que se basan los fenómenos, pero se "instancia" en una sustancia particular. Los universales residen en las cosas particulares (in re) y no son previos a ellas (ante rem). Por ejemplo, la salud no existe por sí sola, sino como un atributo en los seres individuales que son sanos. Luego las formas universales no solo están en la mente humana, sino en los objetos. Otra crítica es el argumento del tercer hombre, en el que si un hombre es un hombre porque posee la forma de hombre, entonces se requeriría una tercera forma para explicar cómo el hombre y la forma del hombre son ambos hombres.
Al contrario que Platón –que concebía la «existencia» de dos mundos posibles o reales (algunos eruditos creen que la teoría platónica es en realidad un realismo de las ideas)–, Aristóteles poseía una teoría que discurría entre el mundo de las nociones y el mundo sensible, si bien estaba abierto a admitir la existencia de sustancias separadas e inmóviles (como se muestra en la Física y en la Metafísica). Para Aristóteles, Platón “separó la sustancia de aquello que es su sustancia”, transformando de ese modo lo general (el concepto) en una entidad; duplicando las realidades innecesariamente.

#### Acto y potencia

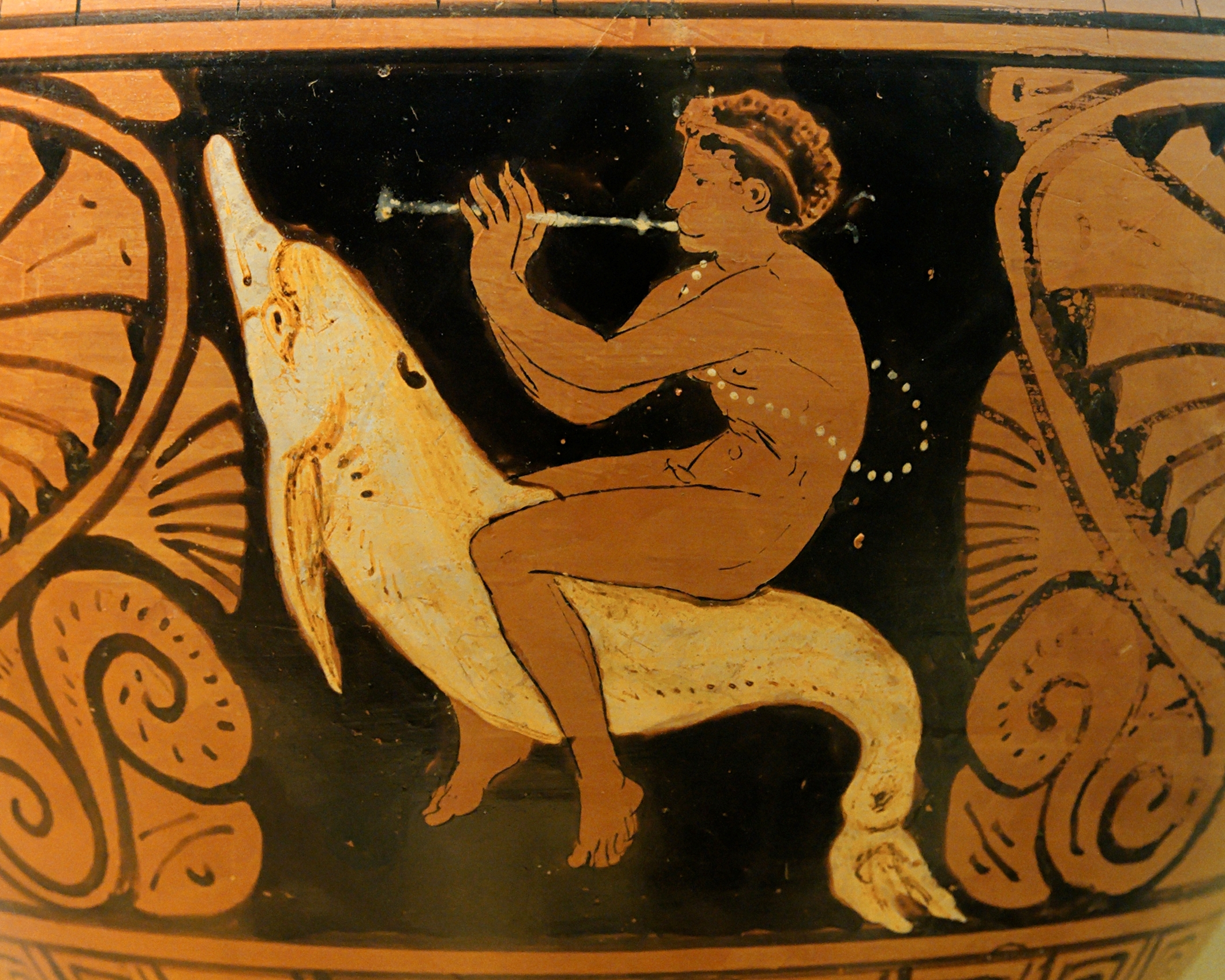
Aristóteles argumentó que una capacidad, como ser músico, podría adquirirse (la potencia se actualiza) mediante el aprendizaje.

Parménides de Elea argumentó que el cambio es imposible, pues el cambio es el paso del ser al no ser o la inversa. Esto es inaceptable, ya que el no ser no existe y nada puede surgir de la nada. Por otro lado, los heraclíteos sostuvieron el cambio constante de todas las cosas. Platón propuso una especie de síntesis con un mundo sensible, caracterizado por un proceso constante de transformación y, por el otro, un mundo abstracto y perfecto de las Ideas, caracterizado por la eternidad y la incorruptibilidad.[cita requerida] Frente a Parménides y Platón, Aristóteles pretende resolver la antinomia entre lo permanente y lo mutable asumiendo un pluralismo ontológico.

La expresión «algo que es» se dice en muchos sentidos, pero en relación con una sola cosa y una sola naturaleza [...]
Metafísica. IV, 2, 1003a-1003b

Aristóteles reconoce la polisemia del verbo ser en sus distintos usos y aplicaciones, pero estos diferentes sentidos se refieren a una sola cosa, a una misma naturaleza, a un principio único. 
Si bien Aristóteles diferencia entre «cambio» (μεταβολή) y «movimiento» (κίνησις), con frecuencia él se refiere a estos términos como sinónimos de toda clase de cambio en general. En la Metafísica, Aristóteles enfatiza al ser en acto (entelecheia, griego: ἐντελέχεια) y en potencia (dynamis, griego: δύναμις). El acto es la sustancia como se presenta y la potencia son sus capacidades de ser. Aristóteles entiende el cambio y el movimiento como «la actualización de lo que está en potencia». Estos dos conceptos poseen cada uno dos matices distintos:
- Acto como entelequia, la “realización” de un ser que estaba en potencia.[67] (ej. el árbol es entelequia de la semilla).
- Acto como energeia, la acción de una potencia activa.[68] (ej. placer es una energeia del cuerpo).
- Potencia activa, la posibilidad de producir una acción.[69]
- Potencia pasiva, la posibilidad de recibir la acción de una potencia activa.[69]

No hay generación desde la nada (ex nihilio), sino desde lo que Aristóteles llama privación, un cierto no ser en el sentido de no ser algo determinado. El "no-ser" para Aristóteles "es" porque el "no-ser" no es una nada absoluta, sino un poder, una actividad, una potencia de la sustancia para «llegar a ser» (gígnesthaí). La impotencia y la imposibilidad son lo contrario de la potencia, la privación de esta. El acto es el reconocimiento del ser en potencia. El cambio del cosmos esta subordinado al acto y la potencia, siendo el acto anterior con absoluta superioridad a la potencia, ya que todo cambio «es el acto de lo que no ha alcanzado su fin». El movimiento en sí mismo es una potencia eterna, ya que si se actualiza no hay movimiento. Luego el cambio es pues un «acto imperfecto de lo que está en potencia en tanto está en potencia».

#### Sustancia y accidente
Aristóteles también entendía al ser como sustancia (ousía), término que tiene muchos sentidos en los que se puede decir que una cosa "es", pero está relacionada con un punto central. Distinguió cuatro sentidos de la sustancia: la esencia (to ti ên einai), universal (kathólou), género (génos) y sujeto (hypokeímenon). Además, la sustancia en la metafísica aristotélica se divide en tres clases: la sensible y perecedera (cuatro elementos), la sensible y eterna (éter) y la inmóvil (dios).
El filósofo definió la esencia como un ser en sí, y solo las sustancias tienen una esencia. En las Categorías, distinguió la sustancia primera, aquella que no se predica de un sujeto ni está en el sujeto; de la sustancia segunda, aquella que se predica de la substancia primera, tal como la esencia o el género. En un sentido primario solo existe la sustancia primera, en la que se realiza la esencia y no al revés (negando así la teoría de las formas platónicas). Luego Sócrates, como hombre individual, es una sustancia primera; y hombre es su género, es decir, es una sustancia segunda. Los cambios de una sustancia serían aquellos en los que desaparece la sustancia o aparece la adquisición de otra; solamente podrían ser dos: generación (génesis) y corrupción (phthorá).
Para el filósofo, todo movimiento es de un contrario (enantía) a otro. Para ello debe haber un sujeto que experimenta y persiste después del cambio, mientras que el contrario deja de persistir. Como la sustancia es una especie de unidad y no posee contrarios, entonces los cambios sustanciales no son movimientos, «sino cambios por contradicción»; luego el movimiento solo es la actualización «a partir de un sujeto y hacia un sujeto». Hay cambio cuando un sujeto que carece de una determinada perfección la adquiere por sí mismo (cambio natural) o por otro (cambio artificial). En el libro I de la Física, Aristóteles pone el ejemplo de la "transformación" (de una forma a otra) de un "hombre iletrado" a "letrado", siendo aquí el hombre, privado de lectura o con la potencia de leer, el sustrato persistente del cambio entre los contrarios no-poder leer a poder leer.

Todo proviene del ser; pero, sin duda, del ser en potencia, es decir, del no-ser en acto. [...] Todo lo que cambia tiene una materia [...] Si hay realmente el ser en potencia, de él es de quien provienen los seres; no de todo ser en potencia, sino tal ser en acto de tal ser en potencia. [...] (S)i no hubiera habido más que una materia, sólo se hubiera convertido en acto aquello que hubiera sido la materia en potencia.

Por lo tanto, hay tres causas, tres principios: dos constituyen la contrariedad, de una parte la noción sustancial y la forma, de la otra la privación; el tercer principio es la materia.
Metafísica. XII, 2, 1069b 5-30.

Por otra parte están los accidentes (symbebekós), una forma de ser que se da en una sustancia sin ser una de las características distintivas de su esencia. Los cambios accidentales, por el contrario, serían aquellos que se producirían sin que su forma sustancial devenga en otra. Es decir, algo (el sustrato) pasa a otro modo de ser, pero sigue siendo algo, y sigue siendo sustrato del cambio. Estos accidentes no pueden existir separados de la sustancia, porque “son los modos del ser” que existen en la sustancia sin ser necesariamente tales ni constantes. Junto con la sustancia, Aristóteles los asocia con sus categorías del ser y distingue principalmente solo tres tipos de cambios: el de la cualidad, el de la cantidad y el del lugar.

Las cosas -algunas sólo en acto, otras en potencia y en acto- son o un «esto» o una cantidad o una cualidad, y de la misma manera en las otras categorías de lo que es. En cuanto a las que son relativas a algo, se dicen según el exceso o el defecto, o según la actividad o la pasividad, o, en general, según su capacidad de mover o de ser movida [...] Cada una de estas categorías está presente en las cosas de dos maneras: por ejemplo, con respecto a un «esto», en su forma o su privación; con respecto a la cualidad, en lo blanco o lo negro; con respecto a la cantidad, en lo completo o lo incompleto; y de la misma manera con respecto al desplazamiento en el arriba o el abajo, lo pesado o lo ligero. Por consiguiente, las especies del movimiento y del cambio son tantas como las del ser.
Física. III, 1, 200b 25 - 201a 10.

#### Hilemorfismo y teleología
Aristóteles elabora su teoría hilemórfica, en la que un sujeto como "sustancia sensible" puede entenderse como un compuesto (sýnolon) de materia (hilé) y forma (morphé, eidos). La forma es lo que unifica cierta materia en un solo objeto. La materia es el sustrato constitutivo de algo. Esta es relativa, pues a cada forma le corresponde su materia (a la casa le corresponde los ladrillos), y lo que es materia, en otro contexto es una forma (los ladrillos les corresponde la arcilla).
La materia se diferencia de una materia prima sin forma, incognoscible y eterna que constituye toda realidad; de una materia determinada que subyace a la primera por analogía (como la madera o el bronce). La materia, en tanto principio de las cosas existentes, está en potencia porque tiende hacia la forma, por lo que permanece en cambio. La forma "no puede desearse a sí misma, pues nada le falta [...] lo que la desea es la materia" y la forma la actualiza, siendo esta siempre en acto, ya que muestra lo que algo es en acto, es decir, su esencia. Cuando la materia está en acto, es porque posee su forma. La forma sustancial es la que hace al ente ser lo que es, y las formas accidentales son las que transformándose en el ser, no crean ni destruyen a ese ser. El sujeto del accidente es idéntico a la forma sustancial, pero no en el accidente mismo. Aristóteles sugirió que un ser puede explicarse por cuatro tipos diferentes de factores activos simultáneamente a los que denomina "causas"(aition, αἴτιον).

Y puesto que, evidentemente, es preciso adquirir la Ciencia de las primeras causas (decimos, en efecto, que sabemos una cosa cuando creemos conocer su causa primera), y las causas se dividen en cuatro, una de las cuales decimos que es la substancia y la esencia (pues el porqué se reduce al concepto último, y el porqué primero es causa y principio); otra es la materia o el sujeto; la tercera, aquella de donde procede el principio del movimiento, y la cuarta, la que se opone a ésta, es decir, la causa final o el bien (pues éste es el fin de cualquier generación y movimiento).
Metafísica  (983a 25–983b)

 Ejemplificadas con una estatua distingue:

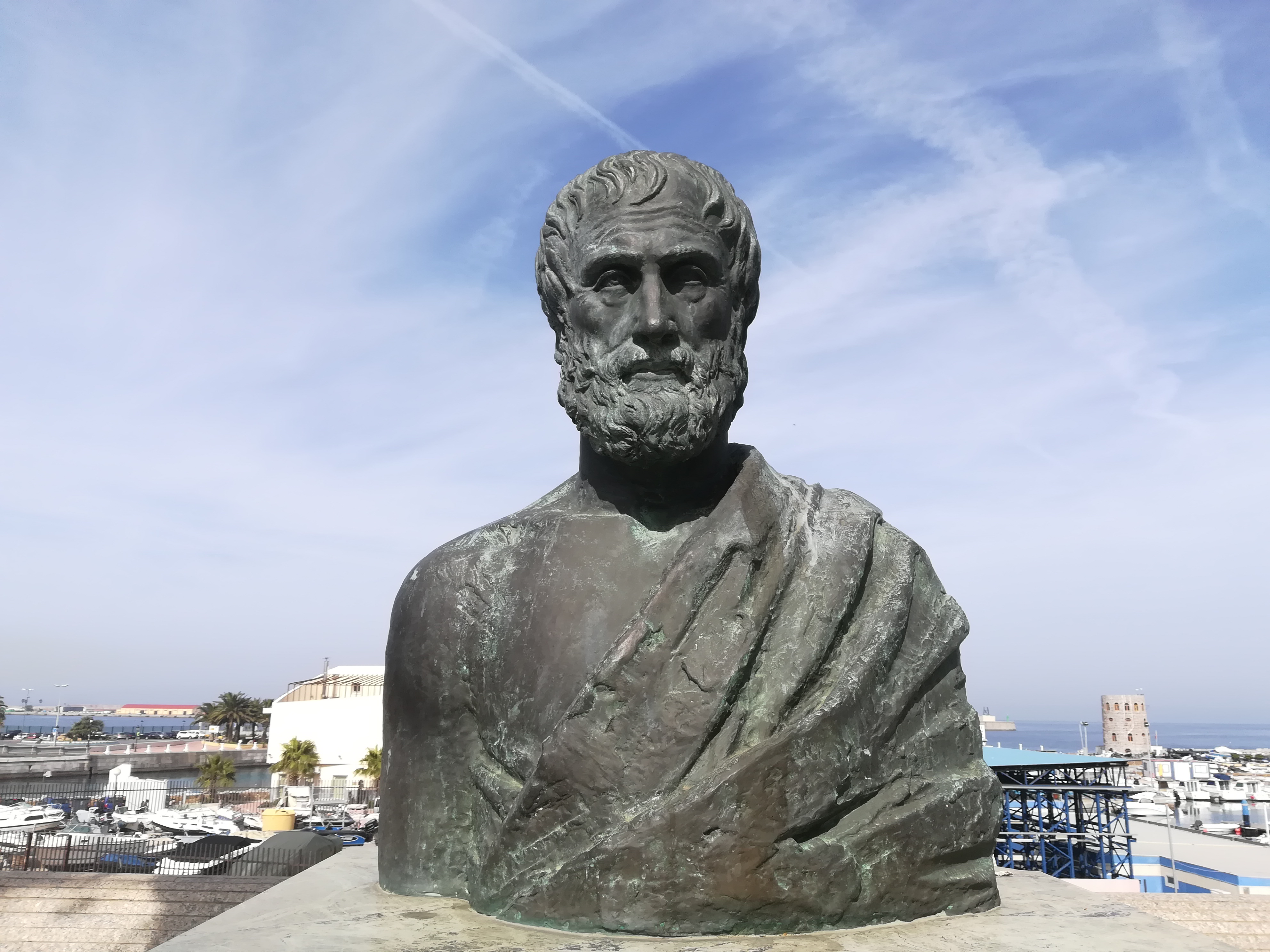
Estatua de Aristóteles en Ceuta.

- La causa material, que es el material del que está hecho; de la cual la estatua es el mármol o el bronce.
- La causa formal, que constituye la esencia como forma de la sustancia soportada en la materia; es la idea en la mente del escultor que da vida a la escultura.
- La causa eficiente, o agente, que produce el "movimiento"; es el "arte técnico" del escultor.
- La causa final, que dirige el movimiento hacia un fin; es el propósito de la cual está hecha la estatua.

La concepción teleológica de la naturaleza en Aristóteles, en el sentido de que «la naturaleza [...] no hace nada en vano» y exhibe finalidad (telos). La naturaleza es pues una actividad acorde a un fin. Aristóteles dice que «lo que cada cosa es, una vez concluido su desarrollo, decimos que es su naturaleza» y «aquello por lo que existe algo y su fin es lo mejor, y la autosuficiencia es a la vez, un fin y lo mejor». Define un fin como «aquello para lo cual, y el principio de la definición y del concepto». Por ejemplo, el fin de una sierra es serrar, la cual es necesario que sea de hierro ya que su fin «es causa de la materia y no la materia del fin». En el caso de los dientes de un animal, su finalidad es el propósito de morder y masticar, el cual es bueno para la existencia o felicidad del animal.
Según el filósofo, los cambios que suceden por naturaleza son causados por sus causas formales. Añade que la causa formal y la final son en esencia una misma cosa, y «aquello en lo que primeramente proviene el movimiento es específicamente lo mismo que estas, pues el hombre engendra al hombre». La distinción de la potencia y el acto conduce a la doctrina de la escala jerárquica de los seres que tiende a actualizarse hacia la perfección de su contenido (causa final). Sin embargo, en su Física y Metafísica también dijo que hay "accidentes" causados por "casualidad (τυχή)". Aristóteles podría haber agregado el azar como una quinta causa indeterminada (apeiron) que ocurre cuando dos cadenas causales se unen por accidente. Tanto para Aristóteles como para muchos otros autores antiguos, la causa final era la más importante en cuanto a la explicación de la filosofía práctica.

### Teología
Aunque Aristóteles utilice el término «dios» (to theion), no habla del Dios del cristianismo o de cualquier otra religión monoteísta. Este es un dios considerado solamente como una hipótesis filosófica para dar completitud a toda una teoría sobre el cambio. Su teología está basada en su visión cosmológica y fue uno de los primeros filósofos en formular un argumento cosmológico para la existencia de un dios. Su razonamiento luego sería adoptado por teólogos judíos, cristianos y musulmanes y contribuiría al concepto de Dios.

#### Motores y móviles
Aristóteles sostiene el principio causal de que «todo lo que está en movimiento (móviles), es movido por otro (motores)». Aunque Aristóteles cree que el movimiento del universo es eterno, no puede haber una serie infinita de motores, ya que estos no generan el movimiento sino que se limitan a transmitirlo. Nada finito puede mover algo eternamente, pues una magnitud finita no puede tener una potencia infinita y viceversa. Además, la potencia motriz inicial del movimiento se va perdiendo por el rozamiento.

Pero si hay una causa motriz, o una causa eficiente, pero que no pase al acto, no por esto resulta el movimiento, porque lo que tiene la potencia puede no obrar. [...] Pero aquí se presenta una dificultad. Todo ser en acto tiene, al parecer, la potencia, mientras que el que tiene la potencia no siempre pasa al acto. La anterioridad deberá, pues, pertenecer a la potencia. Si es así, nada de lo que existe podría existir, porque lo que tiene la potencia de ser puede no ser aún.
Metafísica. XII, 6, 1071b 15-30.

Por lo tanto, es necesario que el acto sea anterior a la potencia en cuanto a la esencia y debe haber seres que no sean los primeros en una serie temporal, pero que inspiren el movimiento eterno sin que se muevan "como la belleza mueve al alma".

#### Motor inmóvil

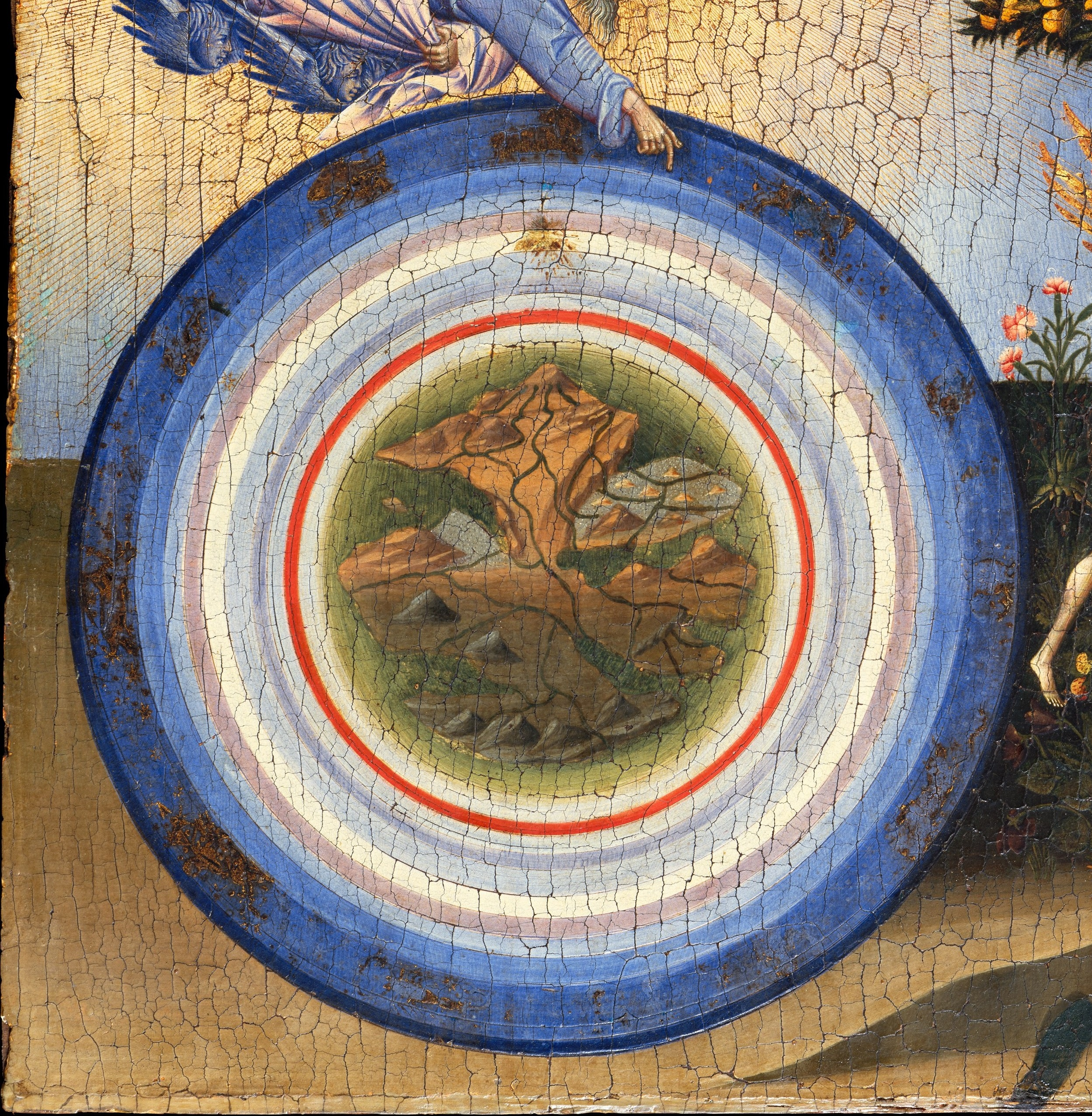
La creación y expulsión del paraíso de Giovanni di Paolo, 1445.

En el libro VIII de la Física, Aristóteles habla de un ser como acto puro (actus purus) inmaterial que no padece ningún cambio y que es el principio físico del mundo. Por no ser material, él mismo no es algo físico (Física, II, 7, 198 a 36). Después, en el libro XII (Lambda) de la Metafísica, Aristóteles aboga por la existencia de un ser divino y parece identificarlo con el «primer motor inmóvil», quizá influenciado por el Nous de Anaxágoras. El primer motor no puede tener magnitud, ni finita o infinita, y en consecuencia, es indivisible y sin partes. Lo define como una sustancia inmóvil incorruptible frente a las sustancias físicas sensibles.
Esto, unido a que en el capítulo noveno habla de la vida del motor inmóvil como pensamiento «autocontemplativo» o «pensamiento del pensamiento» (νοήσεως νόησις; noeseos noesis), porque su actividad es, en sí misma, vida perfecta y eterna. Dios no pueden distraerse potencialmente de esta eterna autocontemplación porque, en ese instante, dejarían de existir. Esto ha llevado a muchos autores a hablar de Providencia.

Si, por consiguiente, Dios se halla siempre tan bien como nosotros algunas veces, es cosa admirable; y, si se halla mejor, todavía más admirable. Y así es como se halla. Y tiene vida, pues el acto del entendimiento es vida, y Él es el acto. Y el acto por sí de Él es vida nobilísima y eterna. Afirmamos, por tanto, que Dios es un viviente eterno nobilísimo, de suerte que Dios tiene vida y duración continua y eterna; pues Dios es esto.
Metafísica. XII, 7, 1072b 25.

El «Dios» aristotélico no es creador del mundo, solo es la causa final de todo cambio y movimiento eterno del universo, reduciendo la multiplicidad diversa de los fenómenos a una unidad inteligible. Aristóteles argumentó a favor de la idea de varios motores, como son los motores inteligentes de los planetas y las estrellas. Estos parecen ser dioses, pero todo hace suponer que sean sustancialmente diversos de Aquel "primero", que merecería ser identificado con el que el hombre contemporáneo entiende por Dios, uno que accionaba la primera esfera celeste y vivía más allá de la esfera de las estrellas fijas (Ver: Cosmología).

### Lógica
La lógica aristotélica es la lógica basada en los trabajos del filósofo griego Aristóteles, quien es ampliamente reconocido como el padre fundador de la lógica. Sus trabajos principales sobre la materia tradicionalmente se agrupan bajo el nombre Órganon («herramienta») y constituyen la primera investigación sistemática sobre los principios del razonamiento válido o correcto. Inició lo que se denomina como lógica de términos.

"Que desde los tiempos más tempranos la lógica ha transitado por un camino seguro puede verse a partir del hecho de que desde la época de Aristóteles no ha dado un sólo paso atrás. [...] Lo que es aún más notable acerca de la lógica es que hasta ahora tampoco ha podido dar un sólo paso hacia adelante, y por lo tanto parece a todas luces terminada y completa." Crítica de la razón pura, B, VIII

#### Los silogismos y la silogística
Según Aristóteles, toda proposición (apophansis) se compone de dos términos (horos), un sujeto (hipokeimenon) y un predicado (katêgorein); y puede ser verdadera o falsa. Luego, todo enunciado afirmativo simple, puede reducirse a "S es P".
La noción central del sistema lógico de Aristóteles es el silogismo (o deducción, apódeixis o sullogismos). Un silogismo es, según la definición de Aristóteles, «un discurso (logos) en el cual, establecidas ciertas cosas, resulta necesariamente de ellas, por ser lo que son, otra cosa diferente». El silogismo es una inferencia en la que una conclusión (sumperasma) se sigue necesariamente de otras dos proposiciones, las "premisas" (protasis). Un ejemplo clásico de silogismo es el siguiente:
1. Todos los hombres son mortales.
2. Todos los griegos son hombres.
3. Por lo tanto, todos los griegos son mortales.

En este ejemplo, tras establecer las premisas (1) y (2), la conclusión (3) se sigue por necesidad. La noción de silogismo es similar a la noción moderna de argumento deductivamente válido, pero hay diferencias.
En los Primeros analíticos, Aristóteles construyó la primera teoría de la inferencia válida. Conocida como la silogística, la teoría ofrece criterios para evaluar la validez de ciertos tipos muy específicos de silogismos: los silogismos categóricos. Para definir lo que es un silogismo categórico, primero es necesario definir lo que es una proposición categórica. Toda proposición contiene dos términos: un sujeto (S) y un predicado (P). Una proposición es categórica si tiene alguna de las siguientes cuatro formas:
- Universal afirmativo (A) = Todo S es P —por ejemplo, todos los humanos son mamíferos.
- Universal negativo (E) = Ningún S es P —por ejemplo, ningún humano es un reptil.
- Particular afirmativo (I) = Algunos S son P —por ejemplo, algunos humanos son varones.
- Particular negativo (O) = Algunos S no son P —por ejemplo, algunos humanos no son varones.

A partir de estos cuatro ejes, Aristóteles en su obra Sobre la interpretación muestra un cuadro de oposición de los juicios (ver imagen de la derecha), donde se relaciona los valores de verdad entre cada jucio categórico. De ellos surgen jucios contrarios (A-E ), subcontrarios (I-O), contradictorios (A-O e I-E) y subalternos (A-I e E-O).
Un silogismo es categórico si está compuesto por exactamente tres proposiciones categóricas (dos premisas y una conclusión), y si ambas premisas comparten exactamente un término (llamado el término medio), que además no está presente en la conclusión. Por ejemplo, el silogismo mencionado más arriba es un silogismo categórico. Dadas estas definiciones, existen tres maneras en que el término medio puede estar distribuido entre las premisas. Sean A, B y C tres términos distintos, luego:
|            | Primera figura | Primera figura | Segunda figura | Segunda figura | Tercera figura | Tercera figura |
|            | Sujeto         | Predicado      | Sujeto         | Predicado      | Sujeto         | Predicado      |
| ---------- | -------------- | -------------- | -------------- | -------------- | -------------- | -------------- |
| Premisa    | A              | B              | A              | B              | A              | C              |
| Premisa    | B              | C              | A              | C              | B              | C              |
| Conclusión | A              | C              | B              | C              | A              | B              |

#### Categorías del ser
| Categoría | Griego antiguo | Latín      | Pregunta                                | Ejemplo                          |
| --------- | -------------- | ---------- | --------------------------------------- | -------------------------------- |
| Sustancia | οὐσία          | substantia | ¿Qué es?                                | Un humano, un caballo...         |
| Cantidad  | ποσόν          | quantitas  | ¿Cuánto / qué tamaño / qué peso tiene?  | Un metro, un kilo...             |
| Calidad   | ποιόν          | qualitas   | ¿Cómo es?                               | Blanco, caliente, dulce...       |
| Relación  | πρός τι        | relatio    | ¿Qué relación tiene con alguien o algo? | Doble, medio, grande, maestro... |
| Lugar     | ποῦ            | ubi        | ¿Dónde está?                            | En un mercado, en el Liceo...    |
| Tiempo    | πότε           | quando     | ¿De cuándo es?                          | Ayer, el año pasado, un siglo... |
| Situación | κεῖσθαι        | situs      | ¿En qué postura se encuentra?           | De pie, sentado, tumbado...      |
| Posesión  | ἔχειν          | habitus    | ¿Cómo se encuentra?                     | Armado, descalzo...              |
| Acción    | ποιεῖν         | actio      | ¿Qué hace?                              | Come, corta, quema...            |
| Pasión    | πάσχειν        | passio     | ¿A qué se somete la cosa?               | Ser comido, ser lanzado...       |

La palabra categoría deriva de la palabra griega katêgoria que significa predicado o atributo. En la obra Categorías, Aristóteles la lista de las diez categorías está presente en Tópicos I.9, 103b20-25 y Categorías 4,1b25-2a4. Las diez categorías se pueden interpretar de tres maneras diferentes: como tipos de predicados, como clasificación de los sermones o como tipos de entidades. 
Este listado de diez categorías aparece también en Metafísica, V, 7, 1017 a 25; Segundos analíticos, I, 22, 83 a 21-22; y en Física, V, 1, 225 b 6-8, pero no menciona las categorías de posesión (échein) y situación (keîsthai). Existe la hipótesis de que Aristóteles consideraba las categorías de posesión y situación como subcategorías, subsumibles quizás en héxis y diáthesis respectivamente, dos sub-clases de cualidad. La categoría más importante es la sustancia o entidad, habiendo dos tipos, la entidad concreta o primera y abstracta o segunda. En cierto modo, la entidad concreta no es una categoría porque no se puede predicar. Entonces, aun sabiendo uno por definición qué es una cosa, no sabrá si es o si existe, pues el ser no es ningún género ni entidad de nada. En esto punto se diferencia mejor la ontología aristotélica de la platónica.
El tratado aristotélico de las Categorías ha sido ampliamente discutido y objeto de un gran número de críticas. Kant criticó que las categorías aristotélicas están enumeradas al azar y no son deducidas de un principio general (véase Categoría de Kant). Para Jesús Mosterín, la teoría aristotélica de las categorías es muy oscura porque no se sabe bien cuando Aristóteles habla de cosas o de nociones y ni justifica porque son esas y no otras.

#### Otros aportes a la lógica
Además de su teoría de los silogismos, Aristóteles realizó una gran cantidad de otros aportes a la lógica. En Sobre la interpretación se encuentran algunas observaciones y propuestas de lógica modal, así como una controversial e influyente discusión acerca de la relación entre el tiempo y la necesidad. Según Aristóteles, del par de proposiciones «mañana habrá una batalla naval» y «mañana no habrá una batalla naval», parece que alguna tiene que ser verdadera hoy y la otra falsa. Supongamos que la primera fuera verdadera hoy. Luego, mañana habrá una batalla naval. Pero entonces el futuro ya está determinado, y no depende de nosotros. Lo mismo sucede si suponemos que la segunda proposición es verdadera hoy. Sin embargo, nos parece que el futuro no está determinado, y que en algún sentido importante sí depende de nosotros. Frente a esta situación, Aristóteles discute la posibilidad de que las proposiciones acerca del futuro no sean ni verdaderas ni falsas, es decir una lógica plurivalente.

### Epistemología
La epistemología de Aristóteles es propiamente de tipo racionalista al ser discípulo de Platón, donde un sistema lógico que parte de verdades garantiza nuevas verdades y llega a un conocimiento verdadero e intuitivo de los principios y la intuición de las esencias como formas sustanciales de las cosas. Sin embargo, Aristóteles formula una teoría del conocimiento desde una visión realista y empirista, donde la realidad se encuentra en el mundo sensible y se hallan las sustancias compuestas de materia y forma que podemos conocer por medio de nuestros sentidos unidos a la razón. Aristóteles también afirma el conocimiento del universal mediante la experiencia y los razonamientos inductivos (epagogé) junto con la deducción (apódeixis), la opinión y la intuición, mientras que Platón únicamente se basa en la deducción a partir de principios a priori. Rechazó rotundamente la teoría de la reminiscencia (según la cual conocer es recordar) y las ideas innatas platónicas (donde la mente nace con conocimiento previo). La afirmación de la importancia del conocimiento sensible, y del conocimiento de lo singular para llegar a lo universal, le abrió la posibilidad de la experimentación e investigación científica empírica. 

#### Intelecto agente y paciente
Este proceso de inteligir se realiza mediante el intelecto, que Aristóteles distingue dos mediante la distinción de su teoría hilemórfica:
- El Intelecto agente (nous poietikos): siempre en acto, es inmortal, separable, eterno y causa eficiente del conocimiento. Es la potencia activa que produce los conceptos universales (formas) de las cosas (materia).
- El Intelecto paciente (nous pathetikos): en potencia de entender, es el propio del hombre, inseparable y mortal. Por sí solo no es capaz de pensar, por lo que necesita recibir los conceptos universales que lo actualice.

Aristóteles comparó el intelecto paciente con una "tablilla en la que nada está actualmente escrito" (tabula rasa) que almacena todos los conceptos que capta el intelecto agente:

«En cuanto a la dificultad de que el intelecto paciente ha de tener algo en común con el intelecto agente, ¿no ha quedado ya contestada al decir que el intelecto es en cierto modo potencialmente lo inteligible si bien en entelequia no es nada antes de inteligir? Lo inteligible ha de estar en él del mismo modo que en una tablilla en la que nada está actualmente escrito: esto es lo que sucede con el intelecto.»
Acerca del alma, 429b29 - 430a5

### Ética
Existen tres obras sobre ética atribuidas a Aristóteles: la Ética nicomáquea, la Ética eudemia y la Magna moralia (de la cual todavía se duda su autoría). Aristóteles consideraba que la ética era un estudio práctico más que teórico, es decir, uno destinado a ser bueno y hacer el bien en lugar de saberlo por sí mismo, y sostuvo lo que hoy se llama una ética de las virtudes. Aristóteles considera que el fin que busca el hombre es la felicidad, que consiste en la vida intelectual y contemplativa.

#### Eudemonismo
Según el filósofo, toda actividad humana tiende hacia algún bien. Así, se da un teleologismo al identificar el fin con el bien. La ética de Aristóteles es una ética de bienes porque supone que cada vez que el hombre actúa lo hace en búsqueda de un determinado bien. El bien supremo es la felicidad (eudaimonía), y la felicidad humana es la sabiduría, porque es lo más divino que hay en el hombre, y la maldad es una forma de ignorancia acerca de lo que uno debe hacer. Las teorías éticas eudaemonistas y teleológicas difieren de las teorías deontológicas, las cuales enfatizan el deber o la ley, y también han sido asociadas como teorías consecuencialistas, donde la "acción correcta" es aquella que trae buenas consecuencias. No obstante, ambos enfoques pueden compatibilizarse con las virtudes.

Siendo este mismo (el intelecto) divino o la parte más divina que hay en nosotros, su actividad de acuerdo con la propia será la felicidad perfecta. Y está actividad es contemplativa, como ya hemos dicho.
Ética nicomaquea, X. 7, 1177a13–18.

Aristóteles en la Ética nicomáquea, tomó dos cosas en cuenta: la calidad del ser humano y la calidad de la vida. Un ser humano excepcional es un ser exitoso ejemplo de humanidad. Una persona que vive una vida excepcional hasta la muerte alcanzado el telos humanos. Aristóteles enfatiza que el objetivo de aprender sobre la buena vida no es el conocimiento, sino volverse bueno. Obrar bien forma parte de la buena vida, por eso la ética requiere no solo de teoría, sino práctica.

No nos consagramos a estas indagaciones para saber lo qué es la virtud, sino para aprender a hacernos virtuosos y buenos; porque de otra manera este estudio sería completamente inútil.
Ética nicomaquea, VIII.2, 1103b 26–30.

El bien es elegido por el deseo y la inteligencia conjuntamente, pues la inteligencia por sí misma sin un fin deseado, no se mueve. Esta doctrina Aristóteles la llamó “inteligencia deseosa o deseo inteligente”.

El deseo voluntario es un apetito racional de bien (pues nadie quiere algo sino cuando cree que es bueno); en cambio, la ira o el deseo pasional son impulsos irracionales. De modo, en fin, que todas las acciones que los hombres ponen en práctica necesario es que las hagan por estas siete causas: por azar, por naturaleza, por fuerza, por hábito, por cálculo racional, por apetito irascible o por deseo pasional.
Retórica (Gredos, Madrid, 1999), I.10, 1369a 5.

Aristóteles fue uno de los primeros en argumentar a favor del indeterminismo y compatibilismo. Diferenció entre acciones "voluntarias" (cuando se hacen con conocimiento previo y sin estar forzado) de las "involuntarias" (cuando son producidas por una fuerza externa o por ignorancia), aunque existen casos las cuales a veces se pueden mezclar. Muchas decisiones son bastante predecibles en función del hábito y el carácter. La naturaleza humana implica, para todos, una capacidad para formar hábitos, pero los hábitos formados por un individuo en concreto dependen de la cultura y de las opciones personales repetidas de ese individuo. Todos los seres humanos anhelan la «felicidad», es decir, una realización activa y comprometida de sus capacidades innatas, aunque este objetivo puede ser alcanzado por muchos caminos. Para ello recomienda buscar las opiniones creíbles (endoxa) emitidas por personas respetable (endoxos). Sin embargo, Aristóteles señaló que hay un elemento de suerte en la felicidad al evitar la desgracia y es aconsejable poseer bienes corpóreos y externos. Como seres de naturaleza cambiante, la felicidad humana es imperfecta y podemos perderla.

#### Virtudes éticas y dianoética
| Ausencia                 | Virtud            | Exceso             |
| ------------------------ | ----------------- | ------------------ |
| Cobardía                 | Valentía          | Temerario          |
| Insensibilidad           | Templanza         | Libertinaje        |
| Frusilería               | Magnificencia     | Vulgaridad         |
| Complejo de inferioridad | Autoestima        | Vanidad            |
| Falta de ambición        | Ambición adecuada | Exceso de ambición |
| Falta de ánimo           | Paciencia         | Irascibilidad      |
| Juicio insuficiente      | Veracidad         | Jactancia          |
| Grosería                 | Ingenio           | Bufonada           |
| Mal carácter             | Simpatía          | Adulación          |
| Descaro                  | Pudor             | Timidez            |
| Regodeo malicioso        | Justicia          | Envidia            |
| Frusilería               | Generosidad       | Derrochador        |

En su Ética eudemia, Aristóteles define la virtud como la excelencia (areté),el mejor modo de ser de todo lo que tiene una función. En el hombre, por tanto, la virtud es la excelencia del alma. El fin del alma es hacer vivir y la función de la virtud del almas es una vida buena y por lo tanto, la felicidad, y los fines y bienes mejores están en el alma. Aristóteles distinguía dos tipos de virtudes:
- La virtud ética o moral: es una expresión del carácter, producto de los hábitos que reflejan opciones repetidas. Las virtudes éticas son adquiridas a través de la costumbre o el hábito y consisten, fundamentalmente, en el dominio de la parte irracional del alma (sensitiva) y regular las relaciones entre los hombres. Una virtud moral siempre es el término medio entre dos extremos menos deseables (por ejemplo, la valentía es el punto intermedio entre la cobardía y la impetuosidad irreflexiva).[184]

Las partes de la virtud son la justicia, la valentía, la moderación, la magnificencia, la magnanimidad, la liberalidad, [la calma], la sensatez y la sabiduría.
Retórica (Gredos, Madrid, 1999), I.9, 1366b 1

- La virtud dianoética o intelectual: se corresponden con la parte racional del hombre, siendo, por ello, propias del intelecto (nous) o del pensamiento (nóesis). Su origen no es innato, sino que deben ser aprendidas a través de la educación o la enseñanza y parten de la diánoia, la parte racional del alma. Las virtudes dianoéticas son el entendimiento, la ciencia, la sabiduría, el arte y la prudencia. La prudencia no es ni ciencia ni praxis, es una virtud y la más importante.[185]

Aristóteles concluye en la Ética nicomáquea que la práctica de la ética requiere de buenas leyes y educación. En la Magna moralia, Aristóteles sostiene que la ética parte de la ciencia política. La ética aristotélica es una ética elitista, pues la excelencia y la magnanimidad solo puede ser alcanzada por el varón adulto perteneciente a la clase alta griega, no por mujeres, niños, plebeyos o los «bárbaros».

### Política
Para Aristóteles, la Política no era un estudio de los estados ideales en forma abstracta, sino más bien de un examen del modo en que los ideales, las leyes, las costumbres y las propiedades se interrelacionan en los casos reales, sin embargo, la Política es la principal obra en la que se encuentran sus doctrinas políticas. La biblioteca del Liceo contenía una colección de 158 constituciones, tanto de estados griegos como extranjeros. El propio Aristóteles escribió la Constitución de Atenas como parte de la colección, obra que estuvo perdida hasta 1890, año en que fue recuperada. Los historiadores han encontrado en este texto muy valiosos datos para reconstruir algunas fases de la historia ateniense.
Según Fred Miller, la filosofía política de Aristóteles se basa en cinco principios:
1. El principio de la teleología: la naturaleza tiene un fin, los seres humanos, por tanto, tienen una función (una tarea) que asumir.
2. El principio de perfección: "el bien último o la felicidad (eudaimonia) del ser humano consiste en la perfección, en la plena realización de su función natural, que él ve como el movimiento del alma concedido a la razón".
3. El principio de comunidad: la comunidad más perfecta es la Ciudad-Estado. En efecto, al no ser ni demasiado grande ni demasiado pequeño, corresponde a la naturaleza del hombre y permite alcanzar la buena vida.
4. El principio de gobierno: "la existencia y el bienestar de cualquier sistema requiere la presencia de un elemento gobernante".
5. El principio de la regla de la razón: como Platón, Aristóteles piensa que la parte no racional del hombre debe regirse por la parte racional.

#### Naturalismo político

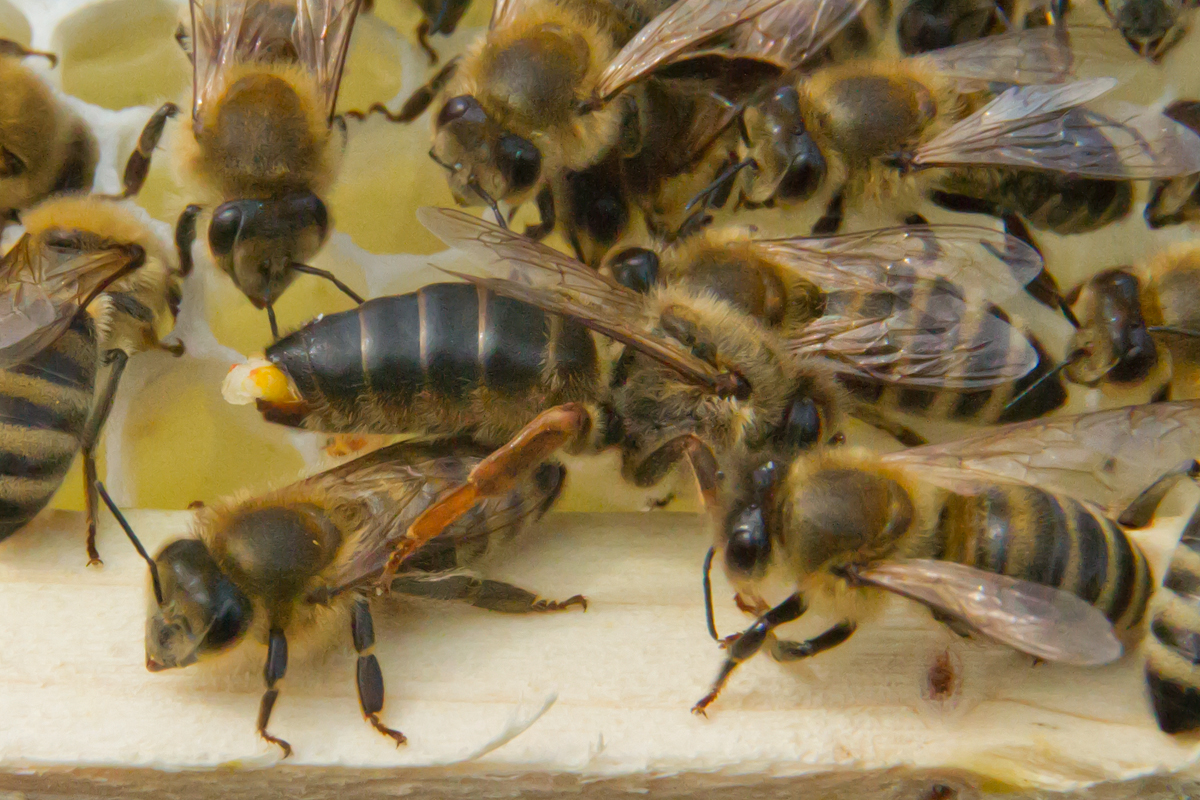
Aristóteles consideró a las abejas y hormigas como "animales políticos".

Aristóteles concibe al Estado como una comunidad de iguales que aspira a la mejor vida posible; una especie de ser natural que no surge como fruto de un pacto social, sino que tiene sus raíces en la naturaleza.

De todo esto es evidente que la ciudad es una de las
cosas naturales, y que el hombre es por naturaleza un animal social, y que el insocial por naturaleza y no por azar es o un ser inferior o un ser superior al hombre.
Política , I. 1253a 9-10

Aristóteles combinó sus observaciones naturalistas con su pensamiento político, precediendo a la etología y sociobiología. Para Aristóteles, el hombre es un animal social («zoon politikon»), es decir, un ser que vive en una ciudad (del griego polis). Él ve evidencia en que la naturaleza, la cual no hace nada en vano, nos ha dotado de la capacidad de hablar, haciéndonos capaces de compartir conceptos morales como la justicia. El hombre es un animal social que desarrolla sus fines en el seno de una comunidad. La política del hombre se explica por su capacidad del lenguaje, único instrumento capaz de crear una memoria colectiva y un conjunto de leyes que diferencia lo permitido de lo prohibido.[cita requerida]
En la Política, Aristóteles argumenta que los seres humanos se unieron para reproducirse, luego crearon aldeas y finalmente varias aldeas se unieron para formar una ciudad-estado. Para Aristóteles, el Estado debe tener control eugenésico en las familias y también de la educación de sus hijos, ya que estos les pertenece, siendo la esencia misma de la ciudad. El filósofo tenía una visión jerárquica natural de la sociedad, en la que el varón adulto griego está por encima de otros seres humanos como la mujer, los niños y los bárbaros. Reconoció explícitamente la necesidad económica de la esclavitud y comparó al esclavo con un bien material. También excluyó la ciudadanía a los artesanos, labradores y mercaderes.

#### Formas de Estado

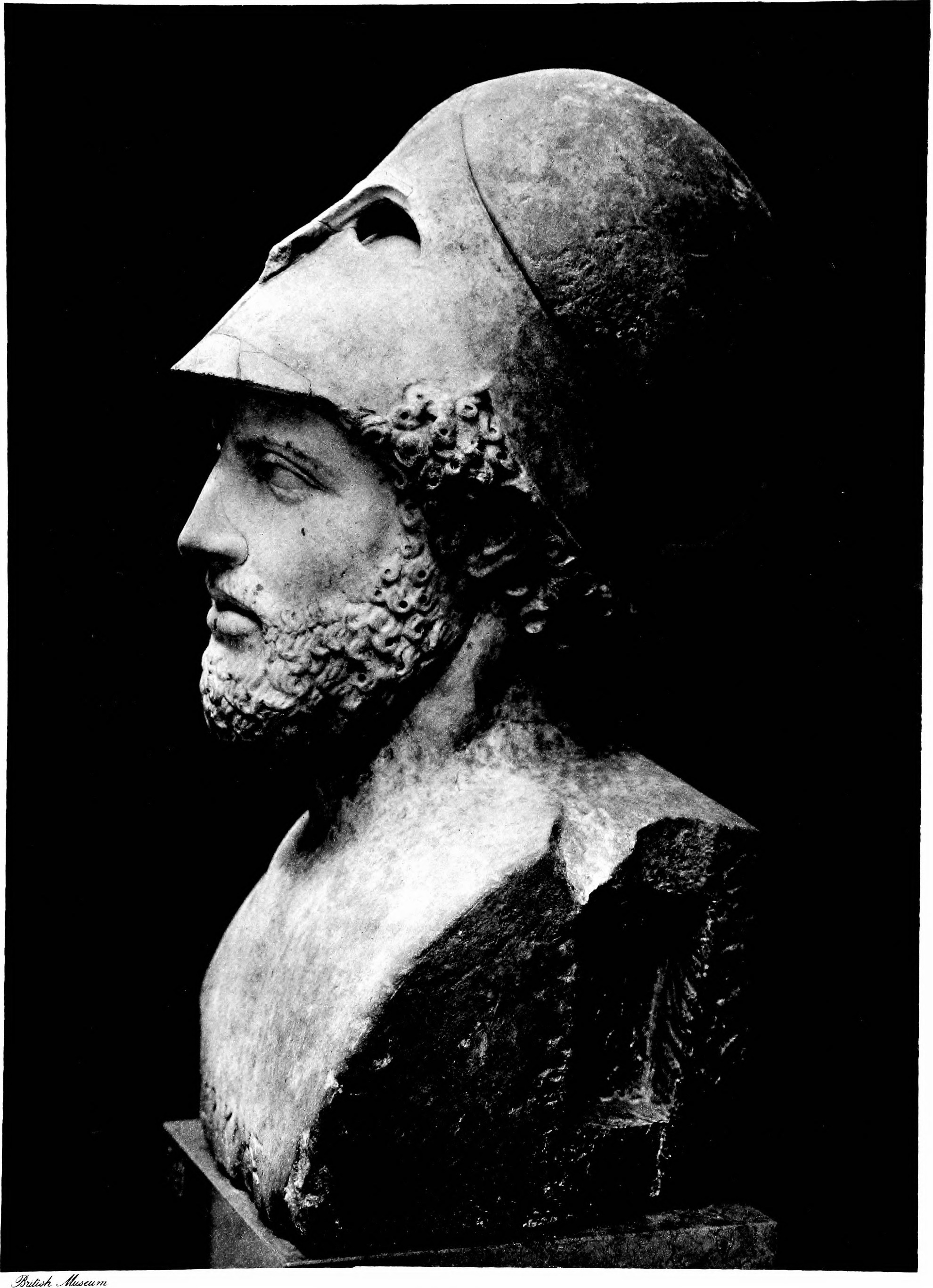
Aristóteles admira a gobernantes como Pericles "porque son capaces de ver lo que es bueno para ellos y para los hombres que ellos gobiernan."

El objetivo del Estado no es solo evitar la injusticia o la estabilidad económica, sino permitir al menos a algunos ciudadanos la posibilidad de vivir una buena vida contemplativa. Aristóteles expuso en la Política la teoría clásica de las formas de gobierno, la misma que sin grandes cambios fue retomada por diversos autores en los siglos siguientes. La célebre teoría de las seis formas de gobierno se basa en el fin del régimen político (bien común o bien particular). Los regímenes políticos que buscan el bien común (puros) son:
| Regímenes que buscan el bien común                                                                                                 | Regímenes corruptos |
| --- | --- |
| - Si gobierna una sola persona: monarquía. - Si gobiernan pocas personas: aristocracia. - Si gobiernan muchas personas: república. | - La degradación de la monarquía es la tiranía. - La degradación de la aristocracia es la oligarquía. - La corrupción de la república es la democracia. |

El más «divino» por lo justo pero también infrecuente, es la monarquía. Le siguen la aristocracia y la república. La desviación del primer régimen es la peor forma de gobierno: la tiranía, seguido de la oligarquía y la democracia. Aristóteles también se refiere a una forma de gobierno mixto “democrático-aristocrático” llamado politeia'. Aristóteles opta por una "clase media", permitiendo que los ciudadanos vivan en ocio cumpliendo sus profesiones (jueces, mercaderes, sacerdotes).

Es evidente que el régimen de tipo medio es el mejor, pues es el único libre de sediciones. Donde la clase media es numerosa es donde menos se producen sediciones y discordias entre los ciudadanos. Y las grandes ciudades están más libres de sediciones por la misma causa, porque la clase media es numerosa; en cambio, en las pequeñas es más fácil que todos los ciudadanos se dividan en dos clases, de modo que no quede nada en medio de ellas, y casi todos o son pobres o ricos.
Política. 1296a 13-14

#### Economía
Aristóteles usó la palabra economía para referirse a la administración de la casa y el hogar. Para referirse a problemas que nosotros consideramos económicos, él utilizó la palabra griega crematística. Aunque no analizó los problemas económicos en detalle, sí hizo contribuciones sustanciales al pensamiento económico, especialmente al pensamiento en la Edad Media.
En la Ética a Nicómaco, Aristóteles diferencia la justicia distributiva ( διανεμητικός / dianemetikos ) que trata de la forma en que se distribuyen los honores, los bienes y otros, y la justicia correctiva ( διορθωτικός / diorthotikos). En el primer caso, la justicia no consiste en una distribución equitativa entre personas desiguales, sino en un equilibrio percibido como justo. En el segundo caso, el de la justicia correctiva, el Estagirita distingue entre intercambios voluntarios e involuntarios. En el caso de un canje involuntario, la justicia solo interviene si ha habido fraude y no tiene que buscar si ha habido un precio justo.
En su Política, Aristóteles aborda la ciudad, la propiedad privada, el comercio y se ofrece una de las primeras explicaciones del origen del dinero. El dinero entró en uso porque las personas se volvieron dependientes unas de otras, importando lo que necesitaban y exportando el excedente. Para mayor comodidad, las personas acordaron negociar algo útil y fácilmente aplicable, como el hierro o la plata. Aristóteles escribió que el valor de cada bien surge debido a la necesidad de un único estándar universal de medición. Así, el dinero permite la asociación de diferentes productos y los hace "conmensurables". En teoría del valor, Aristóteles diferenció entre valor de uso y valor de cambio (conceptos presentes en la teoría del valor-trabajo). Tenía una opinión desfavorable del comercio minorista, ya que creía que el uso del dinero para obtener ganancias a través del interés era antinatural al obtener una ganancia del dinero en sí y no de su uso.
Su respuesta a las críticas de la propiedad privada, según la opinión de Lionel Robbins, anticipó a los defensores posteriores de la propiedad privada entre los filósofos y los economistas, en relación con la utilidad general de los arreglos sociales.[cita requerida]

### Filosofía natural
Nacido en una familia de médicos, iniciadores del método científico en Grecia, Aristóteles tuvo un gran interés en el estudio de la naturaleza y subraya la proximidad de la medicina con la filosofía de la naturaleza. La "filosofía natural" de Aristóteles trata de la búsqueda de "causas" en el mundo. Abarca una amplia gama de fenómenos naturales, incluidos los que ahora están cubiertos por la física, la biología y otras ciencias naturales.

#### Método científico
Aristóteles no hizo ciencia en el sentido moderno. Conservó el concepto platónico de la ciencia (episteme) como "conocimiento fijo, estable y necesario". Mientras que para Platón la teología era la única ciencia posible porque proporciona un conocimiento universal de sustancia eternas e inmutables, Aristóteles incluye las sustancias materiales del mundo sensible, puesto que aun estando sujetas al cambio se puede tener un conocimiento universal de ellas. Justificó el estudio de la naturaleza al afirmar que es placentero contemplarla, pues hasta las inferiores tienen algo admirable y de lo divino en ellos.
Para el filósofo, la ciencia es demostración o "un razonamiento a partir de cosas necesarias", siendo mejor la demostración universal deductiva, pues "el que posee la demostración universal conoce también lo particular; en cambio, el que <conoce esto último> no sabe la <demostración> universal". Pero "no toda ciencia es demostrativa", puesto que la demostración necesita principios indemostrables que surgen por intuición intelectual (noûs) a partir de la inducción (epagogé). El filósofo utilizó el antiguo término pepeiramenoi para referirse a observaciones, o como mucho a procedimientos de investigación como la disección. Concebía la investigación científica como "una progresión circular que iba desde las observaciones particulares hasta los principios generales". Practicó un estilo de ciencia diferente: recopilar datos sistemáticamente, descubrir patrones comunes a grupos enteros de animales e inferir posibles explicaciones causales a partir de estos. Podemos ilustrar el método de la ciencia aristotélica con un ejemplo botánico, "las viñas pierden sus hojas porque tienen hojas son grandes":

En efecto, sea perder las hojas aquello sobre lo que < ponemos> A, de hojas anchas < aquello> sobre lo que < ponemos> B, Y viña sobre lo que < ponemos> C. Entonces, si A se da en B (pues toda < planta> de hojas anchas pierde sus hojas) y B se da en e (pues toda viña es de hojas anchas), A se da en C, y toda viña pierde sus hojas. La causa es B, el <término> medio.
Segundos analíticos. 98b 10

#### Física
1. Lugares naturales: cada uno de los cuatro elementos querría estar en una posición distinta relativa al centro de la Tierra, que también es el centro del universo. La tierra y el agua son graves y descienden, el fuego y el aire son livianos y ascienden.
2. Relación entre la velocidad y la densidad: la velocidad es inversamente proporcional a la densidad del medio.
3. Gravedad/levedad: para lograr esta posición, los objetos sienten una fuerza hacia arriba o hacia abajo.
4. Movimiento rectilíneo: un movimiento como respuesta a esta fuerza es en una línea recta a una velocidad constante.
5. Movimiento circular: los planetas se mueven en un movimiento circular perfecto.
6. El tiempo: el ahora, el antes y el después relacionado con el movimiento y el espacio.
7. Negación del vacío: el movimiento en un vacío es infinitamente rápido.
8. El éter: todos los puntos del espacio están llenos con materia.
9. Teoría del continuo: si existieran los átomos esféricos habría un vacío entre ellos, por lo que la materia no puede ser atómica.
10. Quintaesencia: los objetos por encima del mundo sublunar no están formados de materia terrenal.
11. Cosmos incorruptible y eterno: el Sol y los planetas son esferas perfectas, y no cambian.
12. Motor inmóvil: causa primera del movimiento de la primera esfera celeste y todo el universo.

###### Elementos
En su obra Acerca de la generación y la corrupción, Aristóteles propuso que el universo estaba formado por la combinación de elementos o compuestos básicos basados en los cuatro elementos presocráticos de la teoría pluralista de Empédocles. Según su teoría, todo está compuesto por: tierra, agua, aire, fuego y éter. En Sobre el cielo, cada elemento tiene un lugar y movimiento natural, determinado por su «gravedad» y «levedad» de su peso.

###### Mecánica
Cada elemento en la Tierra se mueve, de forma natural, en línea recta hacia el lugar que le corresponde, en el que se detendrá una vez alcanzado, de lo que resulta que el movimiento terrestre siempre es lineal y siempre acaba por detenerse. El agua y la tierra se mueven naturalmente hacia el centro del universo, el aire y el fuego se alejan del centro, y el éter gira en torno al centro. Estos principios servían para explicar fenómenos como que las rocas caigan y el humo suba. Además explicaban la redondez del planeta, y las órbitas de los cuerpos celestes. Los cielos se mueven de forma natural e infinita siguiendo un complejo movimiento circular, por lo que deben, conforme con la lógica, estar compuestos por un quinto elemento, que él llamaba éter, elemento superior que no es susceptible de sufrir cualquier cambio que no sea el de lugar realizado por medio de un movimiento circular.

{\displaystyle F=mv}

"Vemos que un mismo peso y cuerpo se desplaza más rápidamente que otro por dos razones: o porque es diferente aquello a través de lo cual pasa (como el pasar a través del agua o la tierra o el aire), o porque el cuerpo que se desplaza difiere de otro por el exceso de peso o ligereza, aunque los otros factores sean los mismos."

{\displaystyle v={\frac {F}{mr}}}

"Si alguien suelta una piedra, u otra cosa que tenga peso, sosteniéndola a un dedo sobre el suelo, ciertamente no hará un impacto visible en el suelo, pero si uno la suelta sosteniéndola a cien pies de altura o más, tendrá un fuerte impacto. Y no hay otra razón para ese impacto. Porque no tiene mayor peso, ni es impulsado por una fuerza mayor; pero se mueve más rápido."

#### Astronomía
Aristóteles sostuvo la esfericidad de la Tierra usando pruebas lógicas y matemáticas, además de datos empíricos, como la variación de la posición de las estrellas en distintos lugares y la sombra redonda de la Tierra proyectada en los eclipses lunares. El filósofo también sostuvo que la Tierra tenía el tamaño de unos cuarenta miríadas de estadios (aproximadamente entre 70.000 y 80.000 km).
En astronomía, Aristóteles propuso la existencia de un Cosmos esférico y finito. Según su postura, la Tierra se encontraba inmóvil en un sistema geocéntrico, mientras a su alrededor giraba el Sol con otros planetas. Aristóteles habló del mundo sublunar, la parte central de cosmos en el cual existe la generación y la corrupción y estaría compuesta por los cuatro elementos: tierra, aire, fuego y agua; y el mundo supralunar, perfecto e incorruptible, compuestos por las estrellas y objetos celestes estaban incrustados en esferas celestes de éter concéntricas que giraban alrededor de la Tierra.
La totalidad de los cuerpos puede estar limitada por algo que no es en sí mismo un cuerpo y que se encuentra fuera del cosmos. Aristóteles argumenta que el movimiento continuo del universo debe de ser causado por un motor simple que está inmóvil, si no, se haría una regresión al infinito. El motor inmóvil (Física , VIII, 10) que identificó con Dios (Metafísica XII, 7) debe ocupar la circunferencia exterior de la esfera, puesto que las cosas más cercanas al motor inmóvil son las que se mueven con mayor velocidad, siendo los astros. El motor inmóvil acciona más allá de la esfera de las estrellas fijas la primera esfera celeste y el movimiento de los “astros errantes” (esto es lo que significa la palabra griega “planetas”), requiere de otras esferas y, por lo tanto, de otros motores. Cada esfera está habitada por un ser inmaterial al que Aristóteles llamó "Inteligencia". Siguiendo la cosmología de Eudoxo de Cnido y su discípulo Calipo, que tomaría consideración de 33 esferas para explicar los movimientos celestes observables, Aristóteles introduce más esferas para explicar el movimiento de los cinco planetas o “cuerpos errantes” (Mercurio, Venus, Marte, Júpiter y Saturno), el Sol y las estrellas. Él sugirió que el número de estas esferas era de «47 o 55».
Fue Aristóteles el primero en criticar la noción pitagórica de la armonía de las esferas. Los pitagóricos creían que el movimiento de los planetas debe producir un ruido, pero explican que no es perceptible a causa que ese ruido data para nuestros oídos desde el momento mismo de nuestro nacimiento. Él consideró esa idea como ingeniosa y muy poética, pero imposible.

#### Matemáticas
Aunque no hizo descubrimientos matemáticas en específico, Aristóteles contribuyó significativamente al desarrollo de las matemáticas al sentar las bases de la lógica. En filosofía de las matemáticas, Aristóteles considera que los objetos matemáticos son, a diferencia de Platón, abstracciones de objetos y realidades materiales dependientes del mundo físico y no podían tener realidad aparte de las cosas empíricas. Las matemáticas se pueden apreciar como universales. Aristóteles también escribió acerca del concepto del infinito, el cual diferenció entre un infinito potencial e infinito actual. También se le atribuyó la paradoja de las ruedas.

#### Geología
Aristóteles fue una de las primeras personas en registrar observaciones geológicas en su obra Meteorológicos. Analizó la naturaleza de la tierra, los océanos, el ciclo hidrológico y de otros fenómenos atmosféricos. Afirmó que el cambio geológico era demasiado lento para ser observado en la vida de una persona. El geólogo Charles Lyell notó que Aristóteles describió tal cambio, incluyendo "lagos que se habían secado" y "desiertos que se habían regado por los ríos", dando como ejemplo el crecimiento del delta del Nilo desde la época de Homero, y "el levantamiento de una de las islas Eolias, antes de una erupción volcánica". También fue el primero hablar sobre una "región antártica".

#### Óptica

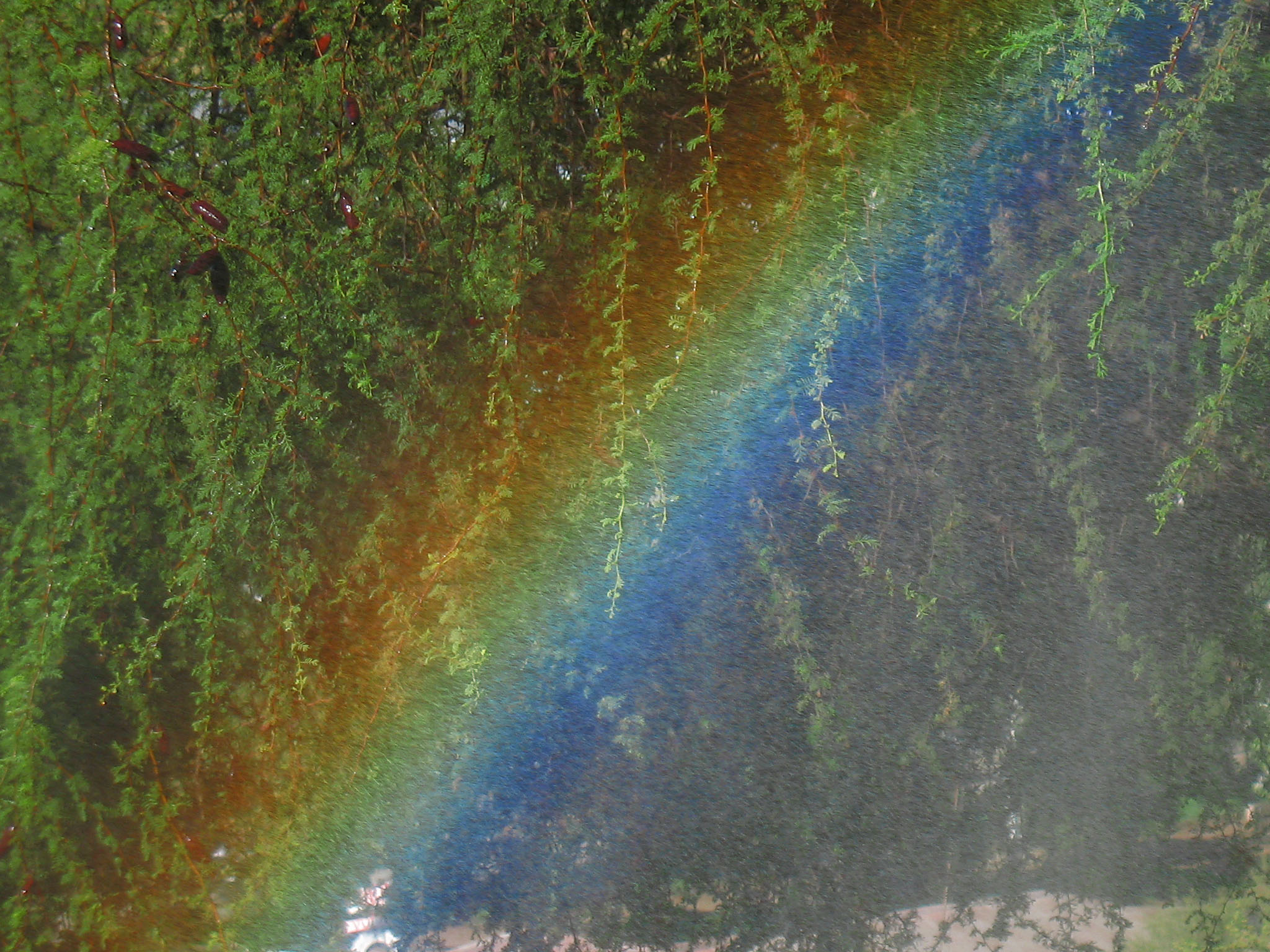
En Meteorológicos, Aristóteles explica el fenómeno del arco iris como un reflejo, aunque no es la luz, sino el "rayo visual" (ópsis).

Aristóteles creía que la luz era una especie de "disturbio en el aire". No viaja o se mueve, sino es una presencia que inunda el espacio. Según la teoría aristotélica de la visión, las sensaciones se realiza a través de un medio, por ejemplo el aire o el agua. Estos son transparentes, en cuanto posibilidad o potencia. La actualización de la transparencia es la luz; ésta es, por tanto, un estado de lo transparente como tal en vez de un movimiento, y su aparición es instantánea.
El color "es un agente capaz de poner en movimiento a lo transparente en acto" y este actúa sobre el ojo. Aristóteles propuso una teoría de siete colores que encuentra su apoyo en las siete notas musicales: Blanco, amarillo, rojo, violeta, verde, azul y negro. Según su grado de transparencia, el blanco es la máxima transparencia y el negro lo opuesto. El resto de los colores se producen en variedad de proporciones de estos dos.
Según Aristóteles, existe un procedimiento causal desde el objeto al órgano. Este proceso, transmite la cualidad del objeto de cada sentido según su medio, y finalmente al alma. Cuando el color alcanza los ojos, envían la información a través de los vasos sanguíneos al corazón, que tiene la misión de distinguir entre todas las señales que le llegan.

#### Biología

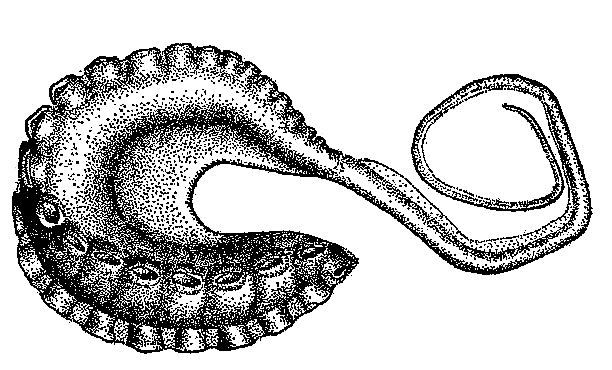
Entre sus observaciones, Aristóteles describió el hectocotilo reproductivo del pulpo.

Aristóteles es considerado como el padre de la biología. Fue una gran observador y estudioso, describiendo detalladamente más de 500 «vivientes» y sus órganos como por ejemplo el hectocotilo reproductivo del pulpo la boca de los erizos de mar que comparó con una "linterna". El mismo biólogo Charles Darwin remarcó que sus "dos dioses", Linneo y Cuvier, eran "simples niños" comparado con el viejo Aristóteles. Aristóteles justificó su estudio del reino animal al señalar que hasta los seres inferiores tienen algo admirable y divino. El filósofo recopiló ese material gracias a observaciones suyas, tratados hipocráticos e información de pescadores, pastores, cazadores, apicultores.
Abordó el tema del alma como biólogo, porque consideraba al alma el principio vital. Lo que está vivo, lo está gracias al alma, no a la materia. El alma es la forma y causa final del cuerpo, y hay tres tipos de alma:
- El alma vegetativa (propia de vegetales): nutrición y reproducción.
- El alma sensitiva (propia de animales): percepción, movimiento y deseo.
- El alma racional (propia de humanos): razonamiento.

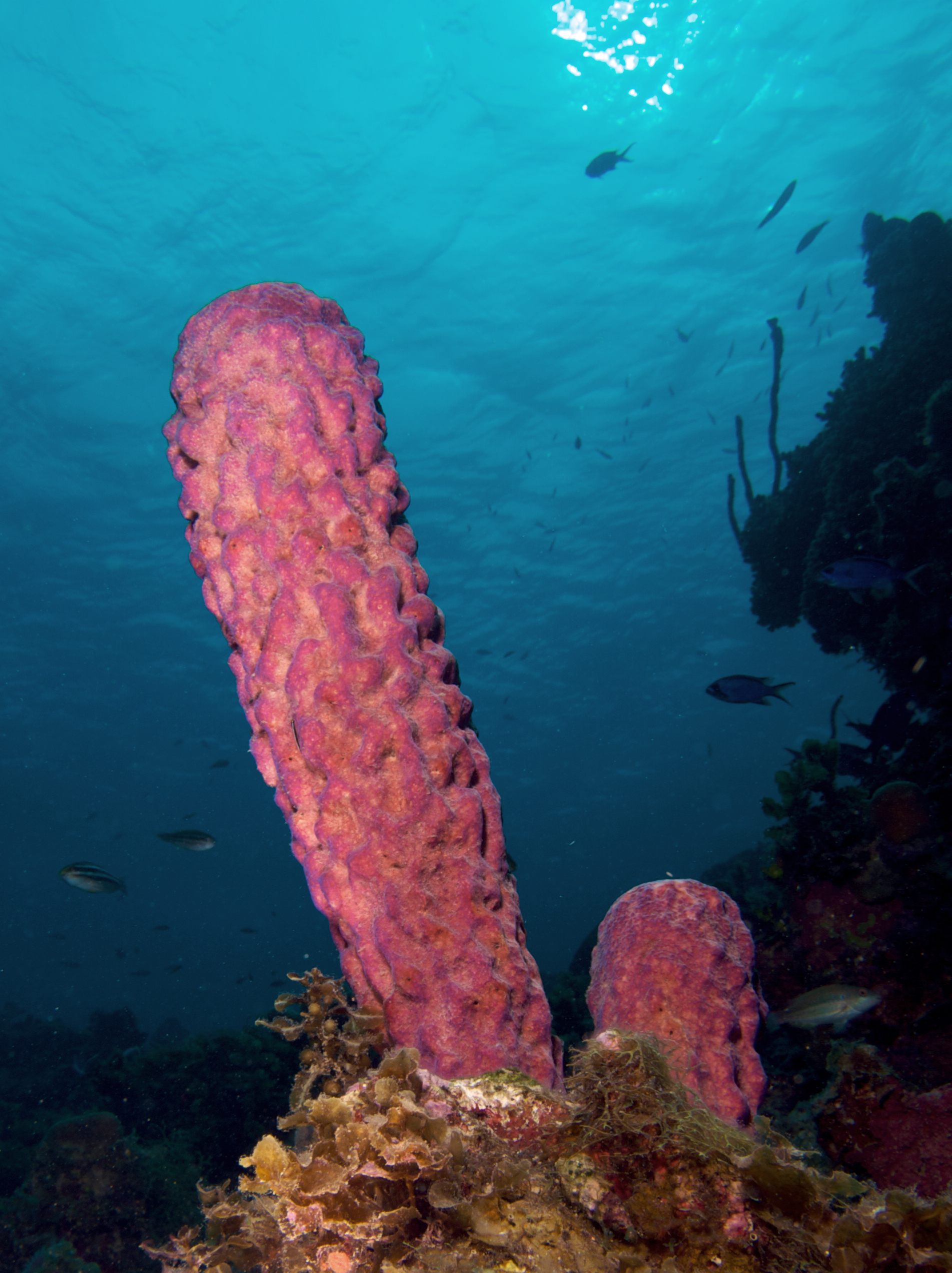
Aristóteles clasificó a las esponjas como animales con forma de planta o zoofitos, ya que poseen sensibilidad contráctil.

Aristóteles hizo en su obra Historia de los animales una escala jerárquica natural de los seres acorde con sus características y elementos (Gran cadena de ser): La forma sin materia está en un extremo, y la materia sin forma está en el otro extremo. El paso de la materia a la forma debe mostrarse en sus diversas etapas en el mundo de la naturaleza. Lo que es más alto en la escala tiene más valor, porque el principio de la forma está más avanzado en el.

##### Taxonomía
Los comienzos de la zoología deben buscarse concretamente en los estudios sobre la generación y la anatomía de los animales en la obra aristotélica. Aristóteles creía que las causas finales intencionadas guiaban todos los procesos naturales; esta visión teleológica justificó sus datos observados como una expresión de causa y diseño formal. Cada grupo de animales se dividían en «genos», los cuales se dividían a su vez en especies «eidos». Aristóteles diferenció dos grupos «géneros máximos»:
- Enaima (animales con sangre), que se aproxima a los vertebrados. Se dividen en vivíparos (humanos y mamíferos), y ovíparos de huevos perfectos (aves, peces y reptiles).
- Anaima (animales sin sangre), que se aproxima a los invertebrados. Comprende los insectos, gusanos, crustáceos y moluscos con concha o sin concha.

Esta clasificación taxonómica se mantuvo vigente durante la Edad Media y el Renacimiento, hasta Carlos Linneo en el siglo XVIII. No obstante, Aristóteles observó varias excepciones en su clasificación como tiburones que tenían una placenta (Mustelus). Para un biólogo moderno, la explicación es una evolución convergente.
Desde Aristóteles, "las especies han sido ejemplos paradigmáticos de géneros naturales con esencias". En este sentido las especies en esta escala están fijadas por una esencia eterna. Pero esta conclusión debe leerse en el contexto del problema de los universales. Aristóteles teconoció que las monstruosidades (nuevas formas de vida) podrían surgir por casualidad, pero no estaba de acuerdo con aquellos que atribuían todo lo natural a la casualidad. Ludwig Edelstein argumenta que Aristóteles no declara explícitamente "si cree o no en la eternidad de la raza humana". Arthur Platt comentó acerca de los puntos de vista de Aristóteles sobre la evolución en su traducción de la Generación de los animales que él "no tuvo objeción alguna al desarrollo gradual del hombre a partir de algún organismo inferior, pero también que sabiamente mantuvo una actitud de absoluto agnosticismo sobre la cuestión".

##### Embriología
El modelo de la embriogénesis de Aristóteles buscó explicar cómo las características hereditarias de los padres causan la formación y el desarrollo de un embrión. Explica el desarrollo del embrión basado en parte en observaciones de huevos de gallina: el pneuma primero hace aparecer el corazón; esto es vital, ya que el corazón nutre a todos los demás órganos. El pneuma entonces hace que los otros órganos se desarrollen, primero las partes internas y finalmente las partes externas, las cuales se forman de las partes internas. Teorizó que primero el alma vegetativa ingresa al feto, luego el alma animal, y finalmente el alma humana. El sexo del niño dependen de factores como la temperatura, la dieta y la edad del padre y si el semen supera la menstruación. Aristóteles creía que el corazón es el principal órgano que produce la sangre con productos alimenticios, liberando fuego en forma de calor, además de las sensaciones como dolor y placer, debido a que todos los animales con sangre y corazón tienen estas capacidades, en lugar del cerebro, que lo consideraba como un órgano refrigerante.
Por otro lado, Aristóteles escribió acerca de la generación espontánea de plantas, peces e insectos mediante la combinación de materia descompuesta con el calor ambiental. Sin embargo, Aristóteles creía que la generación espontánea era guiada por "la influencia de los cuerpos celestes que creían ser de una naturaleza superior".

#### Psicología
Entre los antiguos filósofos griegos, Aristóteles creía que el corazón es el principal órgano que produce las sensaciones, como el dolor y el placer, en lugar del cerebro. Esto se debe a que todos los animales con sangre y corazón tienen estas capacidades. El cerebro tenía la función de enfriar el calor que produce el corazón liberando fuego durante el metabolismo.
En Acerca del alma, Aristóteles describe la memoria como la capacidad de mantener una experiencia percibida en la mente y distinguir entre la "apariencia" interna y una ocurrencia en el pasado. En otras palabras, un recuerdo es una imagen mental que se puede recuperar. Aristóteles creía que quedaba una impresión en un órgano corporal que sufre varios cambios para crear un recuerdo. Un recuerdo se produce cuando estímulos como las imágenes o los sonidos son tan complejos que el sistema nervioso no puede recibir todas las impresiones a la vez. Estos cambios son los mismos que los involucrados en las operaciones de la sensación, el "sentido común" aristotélico y el pensamiento.
Aristóteles también acerca de los sueños en Del sueño y la vigilia como resultado del uso excesivo de los sentidos o de la digestión mientras una persona está dormida. El psicoanalista Sigmund Freud, comentó y se inspiró en pasajes de Aristóteles para su obra La interpretación de los sueños.[cita requerida]

### Estética

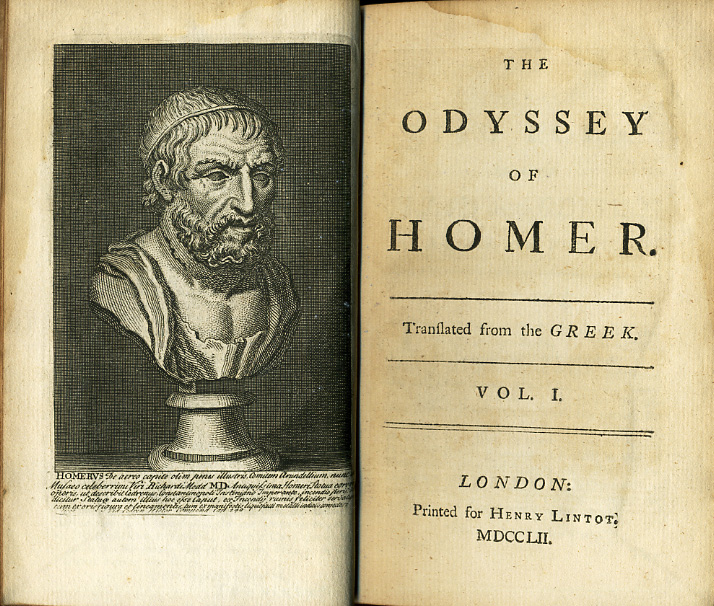
Aristóteles era gran admirador de Homero, el cual citaba constantemente y dedicó el capítulo 25 de la Poética y su obra Aporemata Homeriká defendiendo su poesía.

Aristóteles pensó largamente sobre las artes, cuyo estudio filosófico es parte de la estética; en este sentido su texto más importante, especialmente por la relevancia futura, es la Poética, que fue interpretado como dogma en el siglo XVI. Se considera además el primer autor en escribir sistemáticamente sobre la estética, aunque esta, como disciplina, apareció en la actual Alemania ya en la Edad Moderna. Su pensamiento se centra en las artes, materiales y concretas, y no tanto en el concepto abstracto de belleza como había planteado Platón, quien condenó al arte en su República como "una cosa vil". Sin embargo, al discutir el arte, Aristóteles parece rechazar que la forma de arte existe en los objetos. En cambio, abogó por una forma universal idealizada, similarmente como Platón. Define como arte cualquier actividad humana de producción consciente basada en el conocimiento y realiza la siguiente clasificación:
- Imitativas: La imitación como medio y fin. Esta es algo natural en el ser humano y produce placer. El término imitación (mimesis) era para él diferente al actual; así, escribió que el arte debía representar lo universal frente a lo particular, y que importaba más la armonía de lo representado que su fidelidad con el modelo real. Las diversas técnicas artísticas producen sus imitaciones con distintos medios: la pintura mediante colores, la escultura mediante figuras y la literatura mediante el lenguaje.[308]

- No imitativas: Las que no expresaban emociones. Ejemplo de ello es un tratado científico. Nótese que, aunque un tratado no se consideraría arte hoy en día, cabía en la definición aristotélica y en la conciencia griega antigua en general.

A pesar de su fijación por el arte concreto dedicó algunos escritos hacia el concepto más general de belleza. Así, para Aristóteles el conocimiento es placentero, luego conlleva un disfrute estético, y es bello lo que gusta por medio de la vista y el oído. Dividió estos sentidos en función del disfrute que generaban al captar algo bello: la vista placer intelictivo, el oído placer moral. Para él la belleza era una unidad de partes que tenían las siguientes condiciones formales:
- Táxis: distribución en el espacio de las partes componentes del objeto bello.
- Symmetría: la correcta proporción de esas partes.
- To horisménon: la extensión o tamaño de lo bello. No debe excederse ni verse fatalmente mermado en sus dimensiones.

### Poética

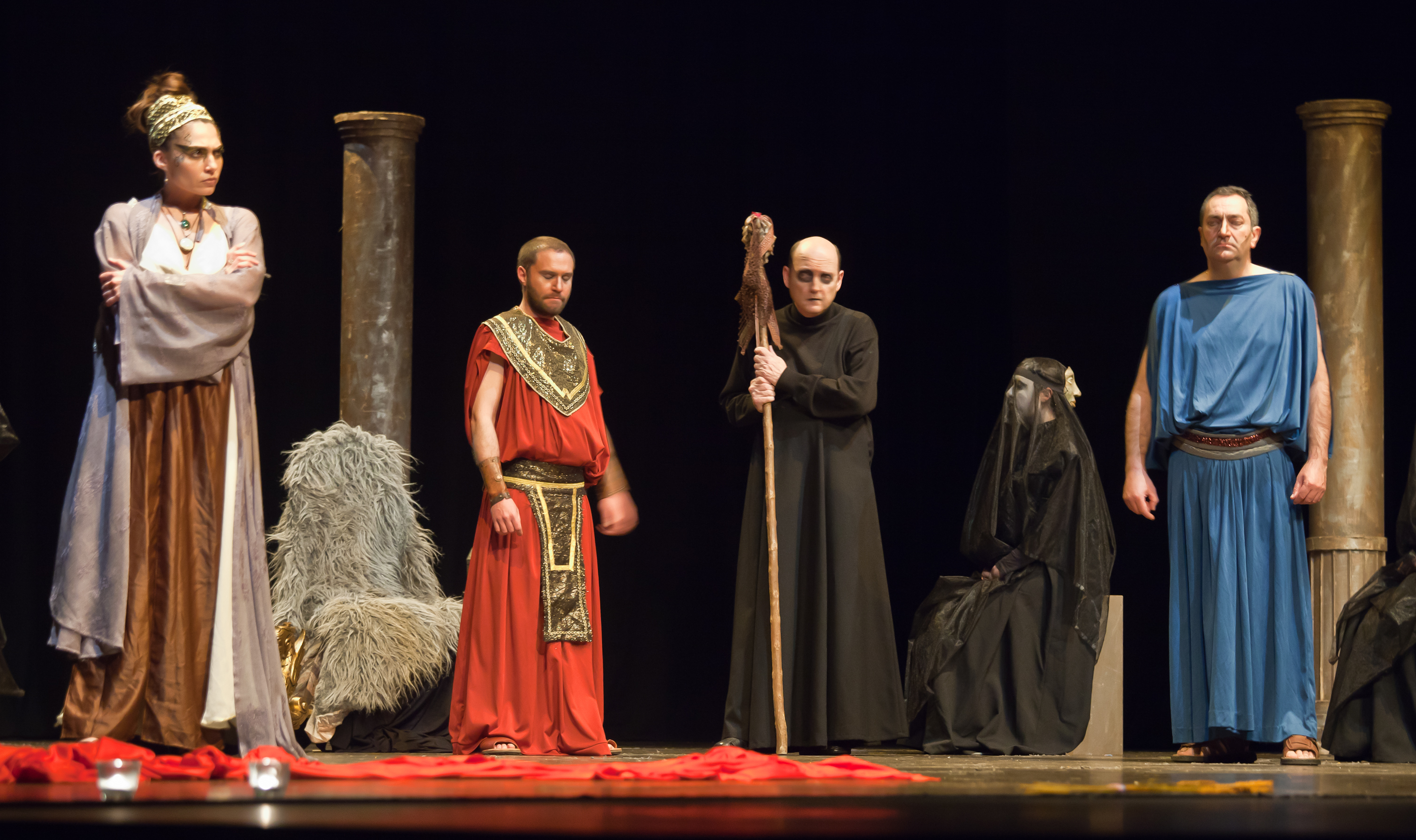
En su Poética, Aristóteles usa la tragedia Edipo rey como un ejemplo de cómo se debe estructurar la tragedia perfecta, con un buen protagonista que comienza la obra de forma próspera, pero pierde todo por alguna hamartia (error fatal).

Aristóteles distingue que los animales tienen voz (es decir, pueden comunicar), pero solo los hombres tienen palabra (logos) para discernir entre lo justo y lo bueno. El filósofo trabajó sobre el uso del lenguaje, tanto en su Retórica, como el arte de comunicar de forma convincente, y en su Poética, o arte de creación literaria. En el capítulo 20 de la Poética considera la elocución (lexis) como expresión lingüística del pensamiento, y en este describe sus partes gramáticas:

La dicción, considerada como un todo, se forma de las siguientes partes: las letras (o últimos elementos), la sílaba, la conjunción, el artículo, el nombre, el verbo, el caso y el discurso. La letra es un sonido indivisible de una clase particular, que puede convertirse en factor en un sonido inteligible. Los sonidos indivisibles son emitidos también por los animales, pero ninguno de éstos es una letra en nuestro sentido del término.
Poética. XX, 1456b 20

A diferencia de Platón, quien subrayó la inspiración divina carente de técnica a la poesía, para Aristóteles la poesía es un producción (póiesis) que requiere de conocimiento y técnica. Aristóteles era un entusiasta coleccionista sistemático de acertijos, folclore y proverbios; él y su escuela tenían un interés especial en los acertijos del oráculo de Delfos y estudiaron las fábulas de Esopo. Si bien el filósofo consideró que la poesía, la pintura, la escultura, la música y la danza son artes, en su libro la Poética, trata principalmente de la tragedia, la épica y muy anecdóticamente la música. La influencia de esa obra está aún impresa en la tradición de la teoría literaria moderna, como los conceptos de "mímesis", "catarsis", "dicción", "peripecia", "anagnórisis", "nudo", "desenlace". Distinguió entre dos tipos de "géneros literarios":
- Género serio: Formado por la epopeya (narrativa) y tragedia (dramática).
- Género jocoso: Formado por la sátira (narrativa) y comedia (dramática).

La literatura seria es superior a la jocosa, y la tragedia es superior a la epopeya, cuya fuerza "existe también sin representación y sin actores".
El objeto de imitación de la literatura son las acciones humanas grandes y claras, resultado de una decisión consciente. El papel del poeta, en el sentido aristotélico, no es tanto escribir versos como representar una realidad, acciones; este es el tema de la mimesis. La música imita con los medios del ritmo y la armonía, mientras que la danza imita solo con el ritmo y la poesía con el lenguaje. La tragedia es la imitación de una acción que despierta compasión y temor, y está destinada a efectuar la catarsis de esas mismas emociones. Las formas también difieren en su objeto de imitación. La comedia, por ejemplo, es una imitación dramática de hombres peor que el promedio; mientras que la tragedia imita a los hombres ligeramente mejor que la media. Enseñó que la tragedia se compone de seis elementos: el espectáculo, el protagonista, la fábula, la dicción, la melodía y el pensamiento. Otra regla importante es el respeto por la plausibilidad. La historia solo debe presentar eventos necesarios y plausibles; no debe contener lo irracional o lo ilógico, ya que esto rompería la adhesión del público. Sin embargo, el poeta no es un historiador-cronista. Para Aristóteles, el poeta no tiene objetivo la verdad, sino producir emociones adecuados a los oyentes. Aristóteles afirma que la poética es más filosófica que la historia porque expresa lo universal y la historia solo lo particular. Para Aristóteles, Homero es el mejor poeta por decir cosas falsas como es debido.
Si bien se cree que la Poética de Aristóteles originalmente constaba de dos libros, uno sobre comedia y otro sobre tragedia, solo ha sobrevivido la parte que se centra en la tragedia. El texto de la Poética, redescubierto en Europa a partir de 1453, ha sido ampliamente comentado y citado como autoridad. De dicha obra se derivaron las tres unidades aristotélicas diseñadas especialmente para el teatro: acción, lugar y tiempo.

### Retórica
Aristóteles tiene más consideración a la retórica a diferencia de Platón, que la condenaba por los sofistas. 
Una diferencia entre el hombre y los animales es el lenguaje, la transmisión de conocimiento, sustentada en factores lógicos y una serie de factores subjetivos efectivos para la comunicación. La retórica es, al igual que la literatura, una técnica, pero no es un arte ya que no produce imitaciones sino persuasiones a un auditorio. Aristóteles dice:

Pues bien, (se persuade) por el talante, cuando el discurso es dicho de tal forma que hace al orador digno de crédito. Porque a las personas honradas las creemos más y con mayor rapidez, en general en todas las cosas, pero, desde luego, completamente en aquéllas en que no cabe la exactitud, sino que se prestan a duda; si bien es preciso que también esto acontezca por obra del discurso y no por tener prejuzgado cómo es el que habla. Por lo tanto, no (es cierto que), en el arte, como afirman algunos tratadistas, la honradez del que habla no incorpore nada en orden, lo convincente, sino que, por así decirlo, casi es el talante personal quien constituye el más firme (medio de) persuasión.
Retórica. I, 2, 1356 a5-13

Filodemo y Cicerón afirman que Aristóteles inició sus estudios retóricos como reacción a las enseñanzas de Isócrates. Si bien al principio en su diálogo Grilo, subtitulado Sobre la Retórica, adoptó una posición análoga al diálogo del Gorgias, donde defiende que la Retórica no es un arte sino una habilidad, empeiría, Aristóteles cambió de parecer en la Retórica, donde la considera un “arte”, una tékhne, es decir, un tratado teórico-práctico sobre un objeto concreto, en este caso la palabra persuasiva, el discurso retórico.

La Retórica es la facultad de considerar en cada caso lo que sirve para persuadir, este objeto no lo comparte con ningún otro «arte», ya que cada una de las demás disciplinas abarca sólo la enseñanza y la persuasión sobre un objeto específico, como la medicina que trata sobre la salud y sobre la enfermedad, y la geometría sobre las propiedades de las magnitudes, y la aritmética sobre el número, y, de modo semejante, las restantes artes y ciencias; la Retórica se ocupa, por el contrario, de cualquier cosa dada, por así decirlo, parece que es capaz de considerar los medios persuasivos en general, por eso decimos que no limita su estudio a ningún género específico.
Retórica. I, 2, 1355 b23‑35

La retórica aristotélica divide el discurso en emisor, receptor y mensaje. En consecuencia, Aristóteles distingue tres medios de persuasión técnicos:
- Ethos: es la actitud del hablante, su talante, un factor decisivo a la hora de lograr el asentamiento del oyente.[329]
- Pathos: se trata del carácter, costumbres, emociones y sentimientos en a la audiencia que el orador trata de apelar buscando su empatía, especialmente cuando los argumentos que se van a exponer son controvertidos.

- Logos: es el razonamiento lógico detrás de cualquier intento de apelar al intelecto, argumentos lógicos.

Aristóteles divide todos los discurso entre géneros de oratoria dependiendo al lugar y tiempo al que se dirigen:
- Oratoria política o deliberativa (sumbouleutikon): discursos dirigidos a una asamblea que tratan de "lo posible y "lo futuro" para que tomen una decisión acerca de una propuesta.
- Oratoria forense o judicial (dikanikon): discursos judiciales que tratan de "lo pasado" para demostrar la culpabilidad o inocencia de una persona.
- Oratoria epidíctica o demostrativa (epideiktikon): discursos ceremoniales que tratan de la "magnitud" para encomiar o vitupear algo.

Aristóteles también describe dos tipos de pruebas retóricas: entimema (prueba por silogismo) y paradeigma (prueba por ejemplo). La forma de persuasión de Aristóteles se produce en virtud de la evidencia de verdad de lo dicho. Él confía en el poder persuasivo de los elementos irracionales del discurso, reconociendo la importancia del valor cognoscitivo de las emociones. Frente al menosprecio platónico de la retórica, Aristóteles la rehabilita. Esta disciplina pasó a integrarse en el bloque de conocimiento tradicional del trivium.

## Influencia
La influencia que Aristóteles ha tenido en el mundo es extraordinaria. Toda la antigüedad se hace cargo o dueña de su ingente enciclopedia. Su Metafísica será el basamento filosófico de la posteridad.

### Antigüedad

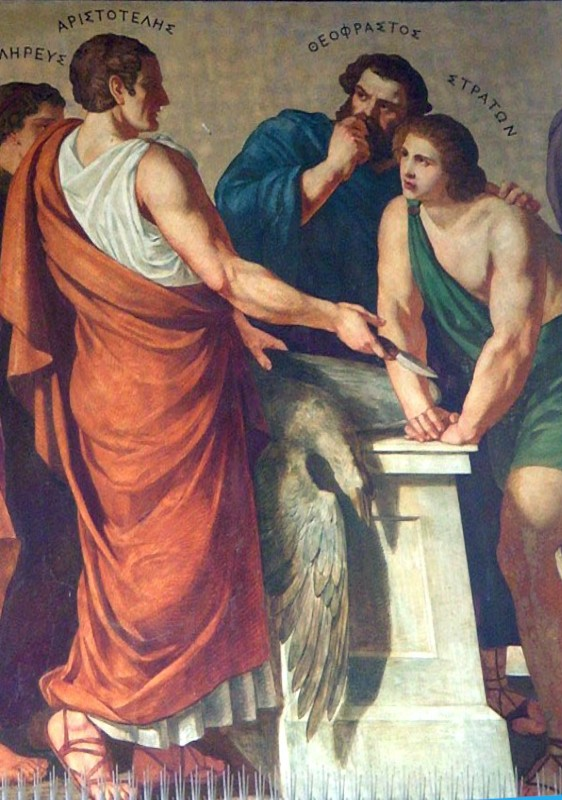
Detalle del fresco de la Universidad de Atenas de Aristóteles, Teofrasto y Estratón de Lámpsaco, 1888.

El discípulo y sucesor de Aristóteles, Teofrasto, escribió Historia de las plantas, una obra pionera en botánica. Algunos de sus términos técnicos siguen en uso, como carpelo o pericarpio. Teofrasto estaba menos preocupado por las causas formales en lugar de describir cómo funcionaban las plantas. Estratón de Lampsaco, quien sucedió a Teofrasto, se alejó de muchos aspectos de la enseñanza de su fundador, incluyendo su formación política. Estudió y aumentó los elementos naturalistas en el pensamiento de Aristóteles hasta tal punto de negar la necesidad de un dios activo para construir el universo. La biblioteca del Liceo se la entregó Teofrasto a su amigo llamado Neleo de Escepsis.
La influencia inmediata de la obra de Aristóteles se sintió cuando el Liceo se convirtió en la escuela peripatética. Los estudiantes notables de Aristóteles incluían a Aristóxeno, Dicearco de Mesina, Demetrio de Falero, Eudemo de Rodas, Harpalus, Hefestión, Paléfato y Nicómaco. La influencia de Aristóteles sobre Alejandro Magno se ve en el hecho de que este último trajo consigo en su expedición a una gran cantidad de zoólogos, botánicos e investigadores. También había aprendido mucho sobre las costumbres y tradiciones persas de su maestro. Aunque su respeto por Aristóteles disminuyó, ya que sus viajes dejaron en claro que gran parte de la geografía de Aristóteles estaba claramente equivocada, cuando el viejo filósofo dio a conocer sus obras al público, Alejandro se quejó: "No has hecho bien en publicar tus doctrinas acroamáticas; ¿superaré a otros hombres si esas doctrinas en las que he sido entrenado deben ser propiedad común de todos los hombres?" En el siglo I a. C., el director del Liceo Andrónico de Rodas ordenó la conservación de los escritos de Aristóteles, transmitidos hasta nuestros días en el Corpus aristotelicum.
En la época romana, el aristotelismo no fue tan popular como el epicureísmo o el estoicismo. No obstante, Cicerón y Plutarco mencionan a Craso, Staseas y Pupio Pisón como seguidores romanos de las doctrinas de Aristóteles. Entre otros representantes del peripatetismo romano se encuentran Temistio y Alejandro de Afrodisia. Aristóteles también es comentado por la tradición neoplatónica e integrado en esta filosofía, que intenta una síntesis entre Platón y Aristóteles a las corrientes espirituales del Este. Es a través de los neoplatónicos, especialmente Plotino, Porfirio y Simplicio, que penetra en la primera aristotélica cristianismo.

### Edad Media

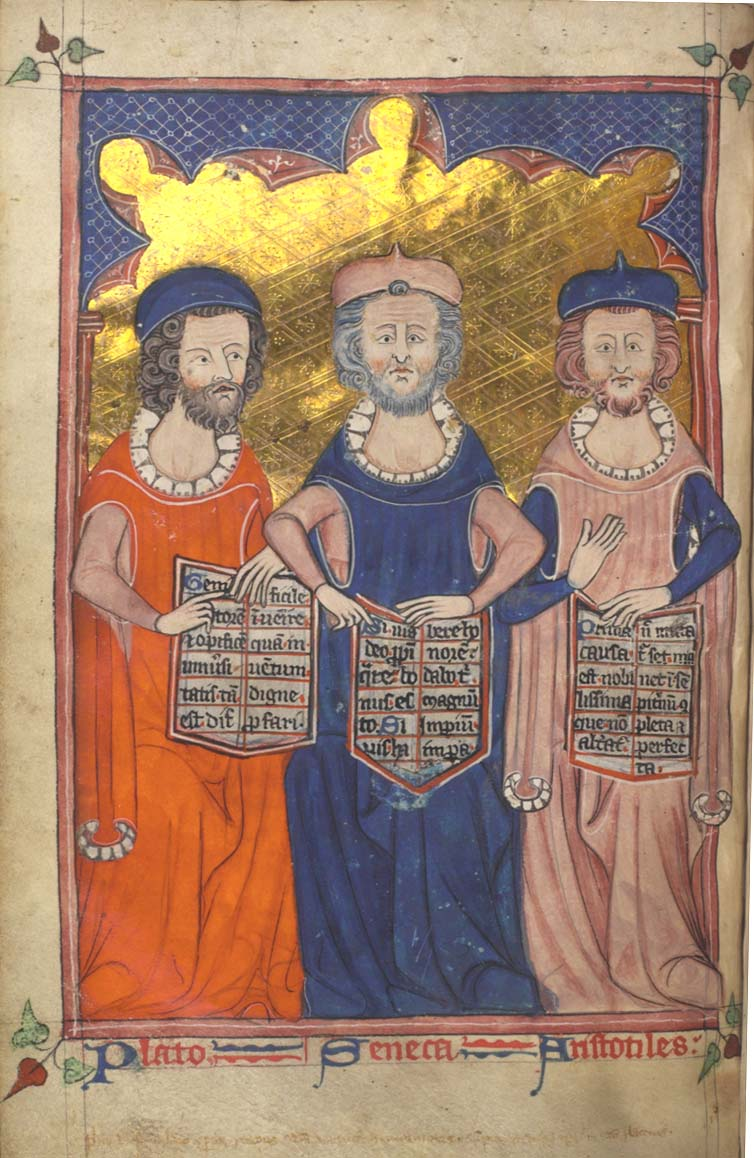
Platón, Séneca y Aristóteles en un manuscrito medieval, c. 1325.

Con la pérdida del estudio de los antiguos griegos en el antiguo Occidente latino-medieval, Aristóteles era prácticamente desconocido allí desde excepto a través de la traducción latina del Órganon de Boecio. La Alta Edad Media occidental será principalmente el acceso al pensamiento de Aristóteles a través de este trabajo. Para los escritores cristianos latinos del siglo IV, Aristóteles fue ante todo un dialéctico y naturalista. No conocían su metafísica y, a veces, tenían una actitud contraria a su pensamiento pagano. Fueron los árabes los que redescubrieron a Aristóteles y a través de ellos pasó a la filosofía escolástica.
Aristóteles fue uno de los pensadores occidentales más venerados en la teología islámica primitiva. La mayoría de las obras existentes de Aristóteles, así como algunos de los comentarios griegos originales, se tradujeron al árabe y fueron estudiados por filósofos, científicos y académicos musulmanes. Averroes, Avicena y Al-Farabi, que escribieron sobre Aristóteles en gran profundidad, también influyeron en Tomás de Aquino y otros filósofos escolásticos cristianos occidentales. Los eruditos musulmanes medievales regularmente describieron a Aristóteles como el "Primer Maestro". La oscuridad de algunos de los textos en los que presenta estas ideas favoreció la aparición de diversas interpretaciones, en particular con el intelecto agente con el alma.[cita requerida]
Los cristianos escolásticos se esforzaron en tratar de unir la visión aristotélica de las personas con las enseñanzas de la inmortalidad del alma y resurrección del cuerpo. Los teólogos medievales aplicaron el hilomorfismo a las doctrinas cristianas, como la transubstanciación del pan y el vino de la Eucaristía. Destacan las interpretaciones de Tomás de Aquino, para quien todas las almas humanas poseen dicho entendimiento y por consiguiente, son inmortales, y la de Averroes, según el cual el intelecto agente no es una parte de nuestra alma, sino de Dios. La filosofía aristotélica revisada por Tomás de Aquino se convirtió en la doctrina oficial de la Iglesia católica. Sin embargo, se condenaron un conjunto de propuestas aristotélicas por el obispo de Étienne Tempier en 1277 con las condenas de París. También se convierte en la referencia filosófica y científica para toda reflexión seria, dando origen al escolasticismo y al tomismo.
El poeta italiano Dante dice de Aristóteles en La Divina Comedia:

Vidi 'l maestro di color che sanno

seder tra filosófica famiglia.
Tutti lo miran, tutti onor li fanno:
quivi vid'ïo Socrate e Platone

che 'nnanzi a li altri più presso li stanno.
Vi' al maestro, que el saber derrama,

sentado, en filosófica familia:
todos le admiran, le honran, se le aclama,
de Platón y de Sócrates cercado,

y de Zenón, y otros de excelsa fama.

La Divina Comedia, El Infierno, Canto IV. 131-135

Existe también un cuento medieval en el que Aristóteles aconsejó a su alumno Alejandro Magno que evitara a la seductora amante del rey, Filis, pero que él mismo estaba cautivado por ella, y ella consiguió montar encima de él. Filis se lo dijo en secreto a Alejandro, y él fue testigo de cómo los encantos de una mujer podían vencer incluso al intelecto del más grande filósofo.

### Edad Moderna
Algunos descubrimientos científicos medievales fueron criticados simplemente al no encontrarse en Aristóteles, impidiendo la ciencia observacional. No obstante, en el Renacimiento su autoridad se ve opacada por un eclipse histórico momentáneo. Martín Lutero vio a la Iglesia Católica como una Iglesia Aristotélica y se opuso al Estagerita porque se opone a la gracia divina. Los nuevos conceptos científicos lo llevan a un segundo plano. William Harvey y Galileo Galilei reaccionaron contra las teorías de Aristóteles y otros pensadores de la era clásica como Galeno. Pero su influjo, aunque ya no en la física, seguirá vigente en el pensamiento filosófico en sentido estricto en todos los grandes pensadores como Leibniz a pesar de la oposición de Lutero. Francis Bacon declaró que:
«Aristóteles convirtió la filosofía natural en una esclava de su lógica.»
Jan Baptista van Helmont rechazó la causa formal, que "es el resultado de la intervención de un principio en la materia"; y final, que "ya está inscrito en la causa eficiente". La crítica la causa final aristotélica "está en consonancia con la rebelión documentada de la filosofía moderna temprana".

El empiristas Thomas Hobbes criticó la teoría de la percepción aristotélica, y David Hume la concepción de causalidad y sustancia. Immanuel Kant también transformó varios conceptos aristotélicos. En Aristóteles, la noción de concepto es un verdadero universal en varias sustancias de las cuales permanecen externas a nosotros, pero que puede ser captadas. En contraste, un concepto para Kant existe solo en la mente de los individuos. La ética kantiana y utilitarista argumentó que los deberes hacia la humanidad son las normas morales adecuadas para la ética en lugar de la felicidad. No obstante, Benito Jerónimo Feijoo escribió en sus Cartas eruditas y curiosas que entre los filósofos antiguos "ciertamente se puede contar el mayor de todos ellos; esto es, el grande Estagirita". Voltaire dijo de él:
«Fue un gran hombre Aristóteles, porque sentó las reglas de la tragedia después de haber establecido las de la dialéctica, las de la moral y las de la política, destapando cuanto pudo el gran velo que cubría la Naturaleza.»

### Edad Contemporánea

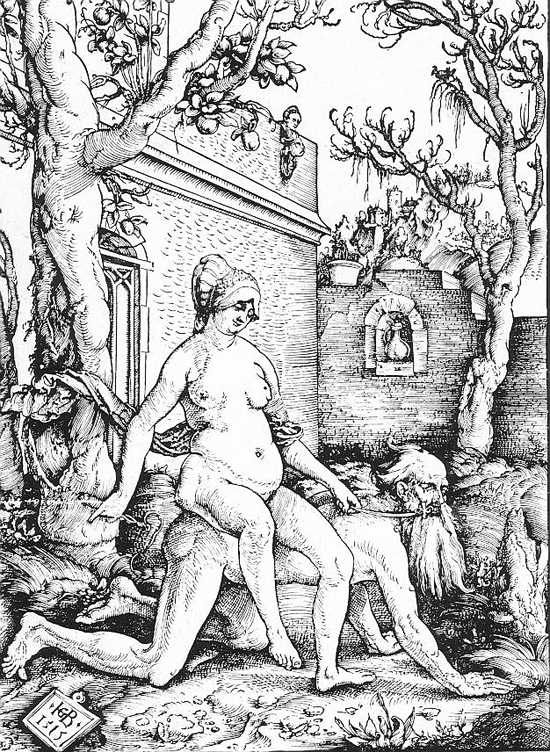
Grabado en madera de Aristóteles montado por Filis de Hans Baldung, 1515.

En el siglo XIX hay un retorno a la metafísica aristotélica, que comenzó con Schelling y continuó con Ravaisson, Trendelenburg y Brentano. Georg Wilhelm Hegel alabó a Aristóteles por «elaborado y conocido de manera decisiva» el concepto de fin ya presente en Sócrates y en Platón. Siguiendo a Wolff y Kant, Hegel extiende el campo de la teleología, que ya no atañe solo a los seres humanos, sino también al sistema. Además, pasa de un proceso universal a los procesos temporales e históricos, un cambio que marca fuertemente las teleologías modernas. Hegel también tiene una concepción del individuo diferente a la de Aristóteles. Según Hegel, los humanos son partes de un todo universal que les da identidad, rol y funciones; Aristóteles, por el contrario, es más individualista, da más énfasis en la centralidad del ser humano.
Karl Marx es a veces visto como influido por Aristóteles porque en él se encuentra la idea de la acción libre para realizar el "potencial" de los seres humanos que el capitalismo impide. Marx le llamó “el más grande pensador de la antigüedad” en El Capital. Se dice que Friedrich Nietzsche tomó casi toda su filosofía política de Aristóteles. Por muy inverosímil que sea, es cierto que la separación rígida de la acción de Aristóteles de la producción, y su justificación de la subordinación de los esclavos y otros a la virtud.
Actualmente el esencialismo biológico aristotélico en las especies fijas está fuera de uso, siendo la teoría evolutiva propuesta por Charles Darwin capaz de explicar la variación dentro de una especie sin plantear una esencia en la especie aunque "filósofos todavía creen que las especies son clases naturales con esencias". No obstante, el “fuertemente esencialista” atribuida a Aristóteles es "demostrablemente un producto de desarrollos históricos posteriores", especialmente "con el surgimiento de la filosofía mecánica y su embriología preformacionista concomitante". El énfasis que Aristóteles pone en el desarrollo ordenado de las partes del embrión es un precursor de los procesos propuestos por dos científicos posteriores: Las leyes de embriología propuestas por Karl Ernst von Baer y La teoría de la recapitulación de Ernst Haeckel.
En el siglo XX, Heidegger también vuelve a la metafísica Aristóteles, elaborando una nueva interpretación con la intención de justificar su deconstrucción de la tradición escolástica y filosófica. Pensadores políticos como Hannah Arendt y Ayn Rand retomaron su filosofía práctica en sus teorías éticas y políticas. Ayn Rand declaró que consideraba a Aristóteles como el mayor filósofo del mundo y apreciaba en especial su Órganon (‘Lógica’).
 

Por otro lado, filósofos de la ciencia como John Tyndall y Karl Popper se quejaron por la excesiva influencia que tuvo Aristóteles en la ciencia. Popper acusó a Aristóteles de haber retrasado el desarrollo del pensamiento mismo:
«Creo que el desarrollo del pensamiento desde Aristóteles podría resumirse diciendo que toda disciplina, siempre que utilizó el método de definición aristotélico, ha permanecido detenida en un estado de verborrea vacía y escolástica estéril, y que el grado de que las diversas ciencias hayan podido hacer algún progreso depende del grado en que hayan podido deshacerse de este método esencialista. (Es por eso que gran parte de nuestra "ciencia social" todavía pertenece a la Edad Media).»

El matemático inglés George Boole aceptó completamente la lógica de Aristóteles, pero decidió "ir por debajo, encimas y más allá" con su sistema de lógica algebraica en su libro Las leyes del pensamiento de 1854. Sin embargo, Gottlob Frege desarrolló nociones de cuantificación y predicación en su lógica, haciendo obsoleto su silogismo. Bertrand Russell en su libro Historia de la filosofía occidental fue muy crítico con su lógica y llegó a decir de él en La perspectiva científica que:
«[Aristóteles] ha sido una de las grandes desgracias de la raza humana.»
Sin embargo, más de 2300 años después de su muerte, Aristóteles sigue siendo uno de los hombres más influyentes del mundo. Varios filósofos sostienen que las ideas aristotélicas ofrecen soluciones fructíferas a los problemas filosóficos contemporáneos. Su ética, aunque siempre influyente, ganó un renovado interés con el advenimiento moderno de la ética de la virtud, como en el pensamiento de Philippa Foot y Alasdair MacIntyre, quien ha intentado reformar lo que él llama la tradición aristotélica de una manera que es anti-elitista y capaz de disputar las afirmaciones de los liberales y los nietzscheanos. Este redescubrimiento del pensamiento ético de Aristóteles formó la corriente del “naturalismo neo-aristotélico”. Edward Feser defendió el pensamiento de Aristóteles en el progreso científico. Contrariando a Russell, Feser sostiene que "abandonar el aristotelismo, como hicieron los fundadores de la filosofía moderna, fue el error más grande jamás cometido en la historia del pensamiento occidental". En mecánica cuántica, el físico Werner Heisenberg comparó el carácter probabilístico de los estados cuánticos y la noción aristotélica de "potencia". En filosofía de las matemáticas, la "Sydney School" adoptó una noción realista neoaristotélica de las matemáticas frente el platonismo y el nominalismo.
La novela El nombre de la rosa de Umberto Eco se centra en la desaparición de la segunda parte de la Poética de Aristóteles. Más recientemente, Christopher Plummer interpretó al filósofo en la película de Alexander y el historietista Sam Kieth lo convirtió en uno de los personajes (con Platón y Epicuro) de su cómic Epicuro el Sabio.

## Obras

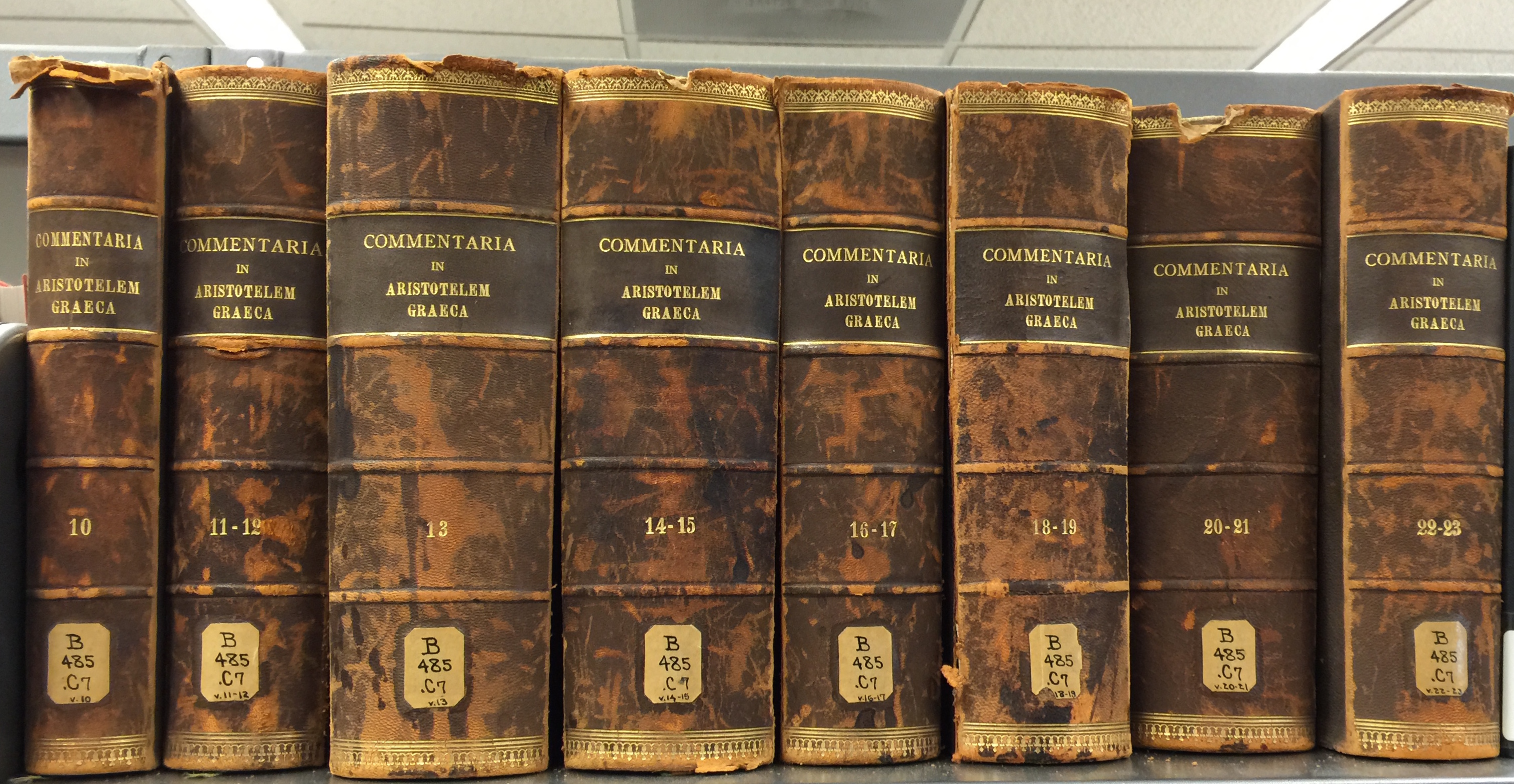
Algunos volúmenes de la edición de los Comentarios griegos sobre la obra de Aristóteles (Berlín, 1882-1909)

El Liceo, bajo la dirección de Teofrasto, no tuvo la estabilidad de la Academia de Platón y transladó el grueso de la actividad Alejandría bajo la protección del reino helenístico de los Ptolomeos. Está dispersión ocasionó la dispersión de la obra de Aristóteles. Al hallarse en su mayor parte sin editar, fueron fuente de aportaciones apócrifas interpolaciones de discípulos y comentaristas.
Los escritos de Aristóteles se clasifican en dos grupos: los exotéricas o exteriores, (generalmente destinados a un gran público, como diálogos platónicos); y los esotéricos o acroamáticos (no destinados a un gran público, dirigidos a sus alumnos o un público con saber filosófico). Las obras de Aristóteles que nos han llegado a través de la transmisión de manuscritos medievales forman parte de este segundo grupo. Solo se han encontrado unas pocas obras más del primer grupo en fragmentos.[cita requerida]

### Corpus Aristotelicum
Las obras de Aristóteles se recogen en el "Corpus Aristotelicum" ordenadas como hoy conocemos por Andrónico de Rodas. Se citan según la edición prusiana de Immanuel Bekker de 1831-1836, indicando la página, la columna (a o b) y finalmente la línea del texto en esa edición. El Corpus se comprende en cinco grupos: Lógica (Órganon), Filosofía Natural, Metafísica, Ética y política; y Retórica y poética.
| Lógica | Filosofía Natural | Metafísica                        | Ética y política | Retórica y poética |
| --- | --- | --------------------------------- | --- | --- |
| - (1a) Categorías (Categoriae) - (16a) De la interpretación (De interpretatione) - (24a) Primeros analíticos (Analytica priora) - (71a) Segundos analíticos (Analytica posteriora) - (100a) Tópicos (Topica) - (164a) Refutaciones sofísticas (De sophisticis elenchis) | - (184a) Física (Physica) - (268a) Sobre el cielo (De caelo) - (314a) Acerca de la generación y la corrupción (De generatione et corruptione) - (338a) Meteorología (Meteorologica) - (391a) Del universo** (De mundo) - (402a) Del alma (De anima) - Pequeños tratados sobre la naturaleza (Parva naturalia) - (436a) De los sentidos y de lo sentido (De sensu et sensibilibus) - (449b) De la memoria y la reminiscencia (De memoria et reminiscentia) - (453b) Del sueño y la vigilia (De somno et vigilia) - (458a) Del ensueño (De insomniis) - (462b) De la adivinación por el sueño (De divinatione per somnum) - (464b) De la longitud y la brevedad de la vida (De longitudine et brevitate vitae) - (467b) De la juventud y la vejez, De la vida y la muerte, y De la respiración (De juventute et senectute, De vita et morte, De respiratione) - (481a) De la respiración** (De spiritu) - (486a) Historia de los animales (Historia animalium) - (639a) Las partes de los animales (De partibus animalium) - (698a) El movimiento de los animales (De motu animalium) - (704a) Progresión de los animales (De incessu animalium) - (715a) Generación de los animales (De generatione animalium) - (791a) De los colores** (De coloribus) - (800a) De las cosas de la audición** (De audibilibus) - (805a) Fisiognomónica** (Physiognomonica) - (815a) De las plantas** (De plantis) - (830a) De las maravillas escuchadas** (De mirabilibus auscultationibus) - (847a) Mecánica** (Mechanica) - (859a) Problemas* (Problemata) - (968a) De las líneas imperceptibles** (De lineis insecabilibus) - (973a) Los lugares de los vientos** (Ventorum situs) - (974a) Melisos, Jenófanes y Gorgias (abreviado MXG)** | - (980a) Metafísica (Metaphysica) | - (1094a) Ética nicomáquea o Ética a Nicómaco (Ethica Nicomachea) - (1181a) Gran moral* (Magna moralia) - (1214a) Ética eudemia o Ética a Eudemo (Ethica Eudemia) - (1249a) Librillo sobre las virtudes y los vicios** (De virtutibus et vitiis libellus) - (1252a) Política (Política) - (1343a) Económica* (Oeconomica) | - (1354a) Arte retórica (Ars rhetorica) - (1420a) Retórica a Alejandro** (Rhetorica ad Alexandrum) - (1447a) Poética (Ars poetica) |

Los trabajos cuya legitimidad está en disputa se marcan con *, y los trabajos que generalmente se consideran espurios se marcan con **.

## Representaciones

### Pinturas
Aristóteles ha sido representado por importantes artistas como Lucas Cranach el Viejo, Justus van Gent, Rafael, Paolo Veronese, José de Ribera, Rembrandt, y Francesco Hayez a lo largo de los siglos. Entre los más conocidos está el fresco de Rafael, La Escuela de Atenas, en el Palacio Apostólico del Vaticano, donde las figuras de Platón y Aristóteles son fundamentales para la imagen, en el punto de fuga arquitectónico, lo que refleja su importancia. También la obra de Rembrandt, Aristóteles con un busto de Homero es una obra célebre.

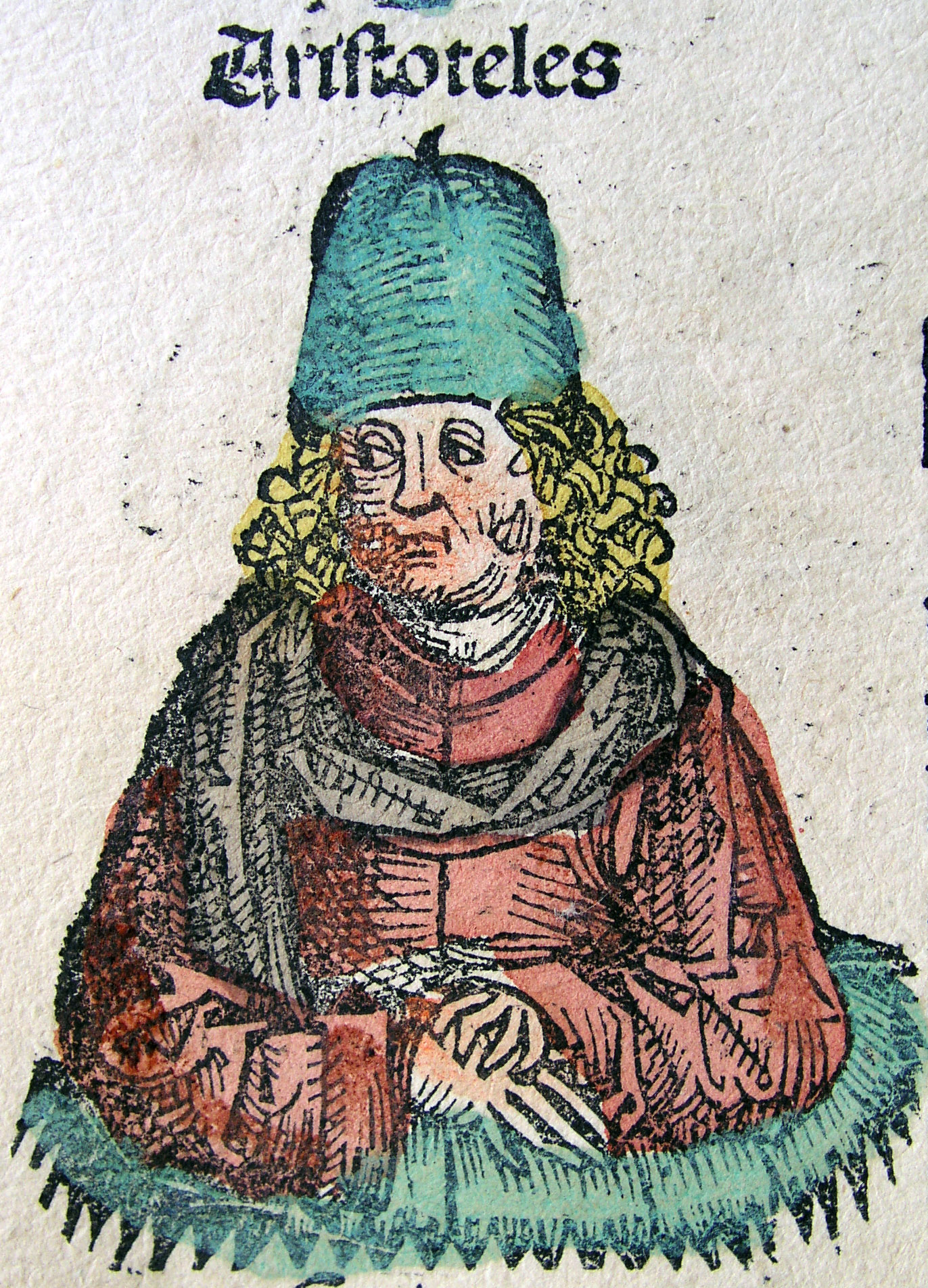
La Crónica de Nuremberg muestra anacrónicamente a Aristóteles con la ropa de un erudito medieval. Tinta y acuarela sobre papel, 1493.
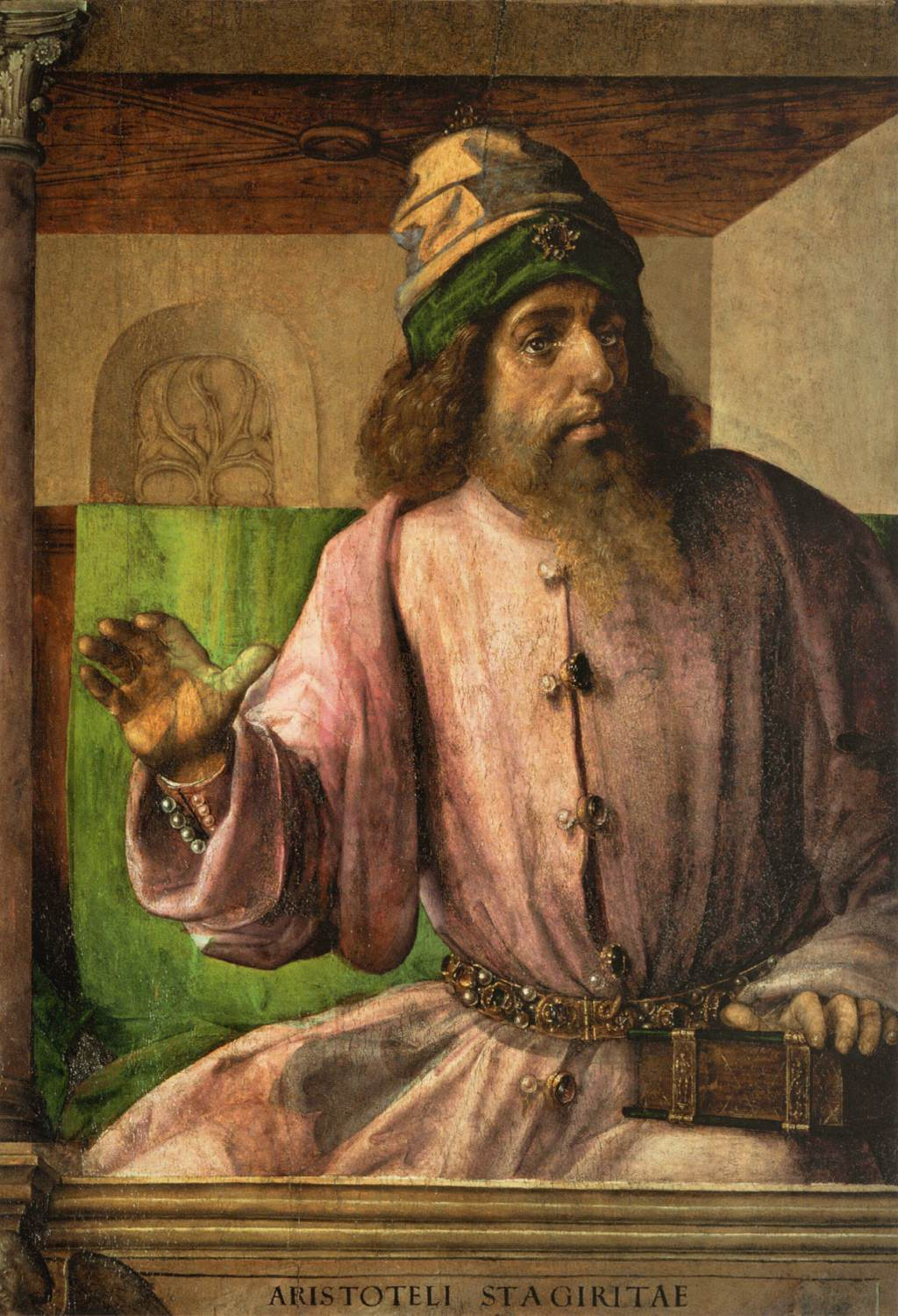
Aristóteles de Justo de Gante. Óleo sobre tabla, c. 1476.
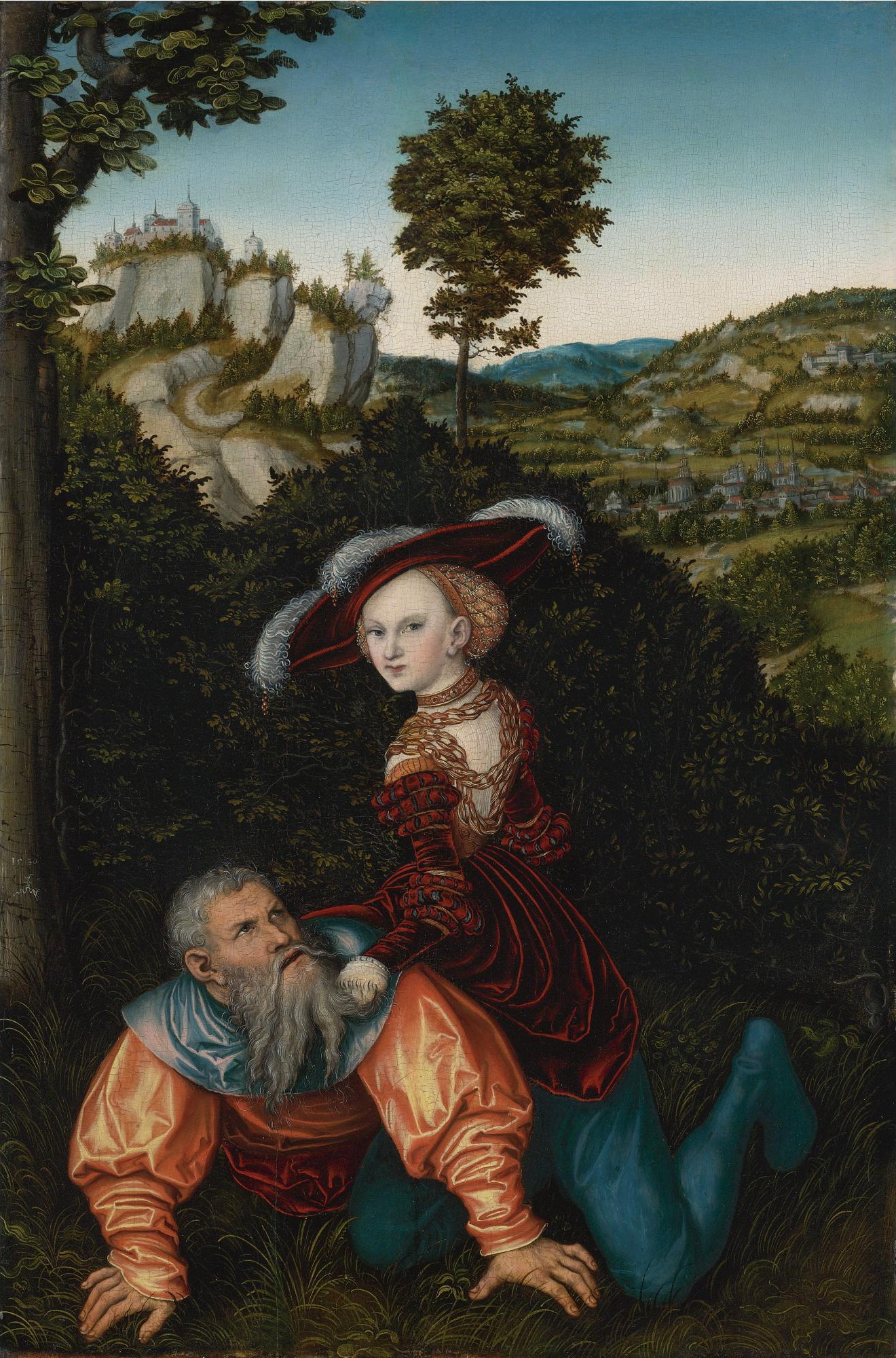
Filis y Aristóteles por Lucas Cranach el Viejo. Óleo sobre tabla, 1530
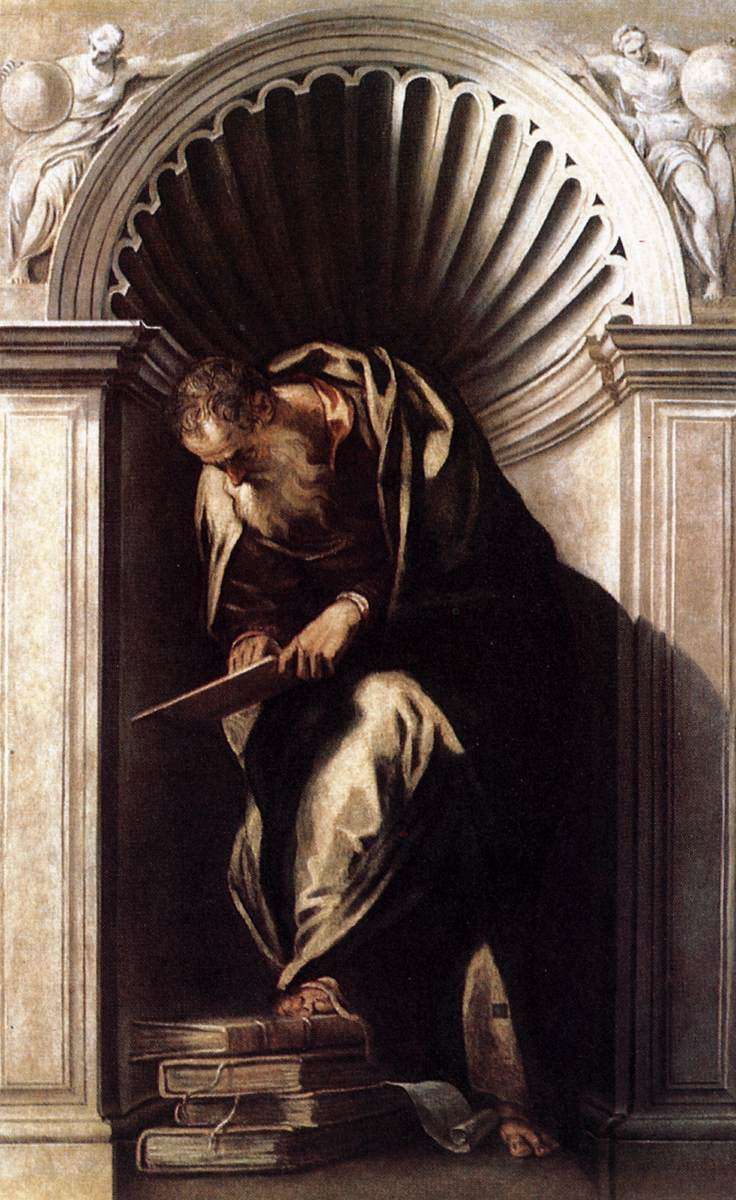
Aristóteles por Paolo Veronese. Óleo sobre lienzo, de los años 1560.
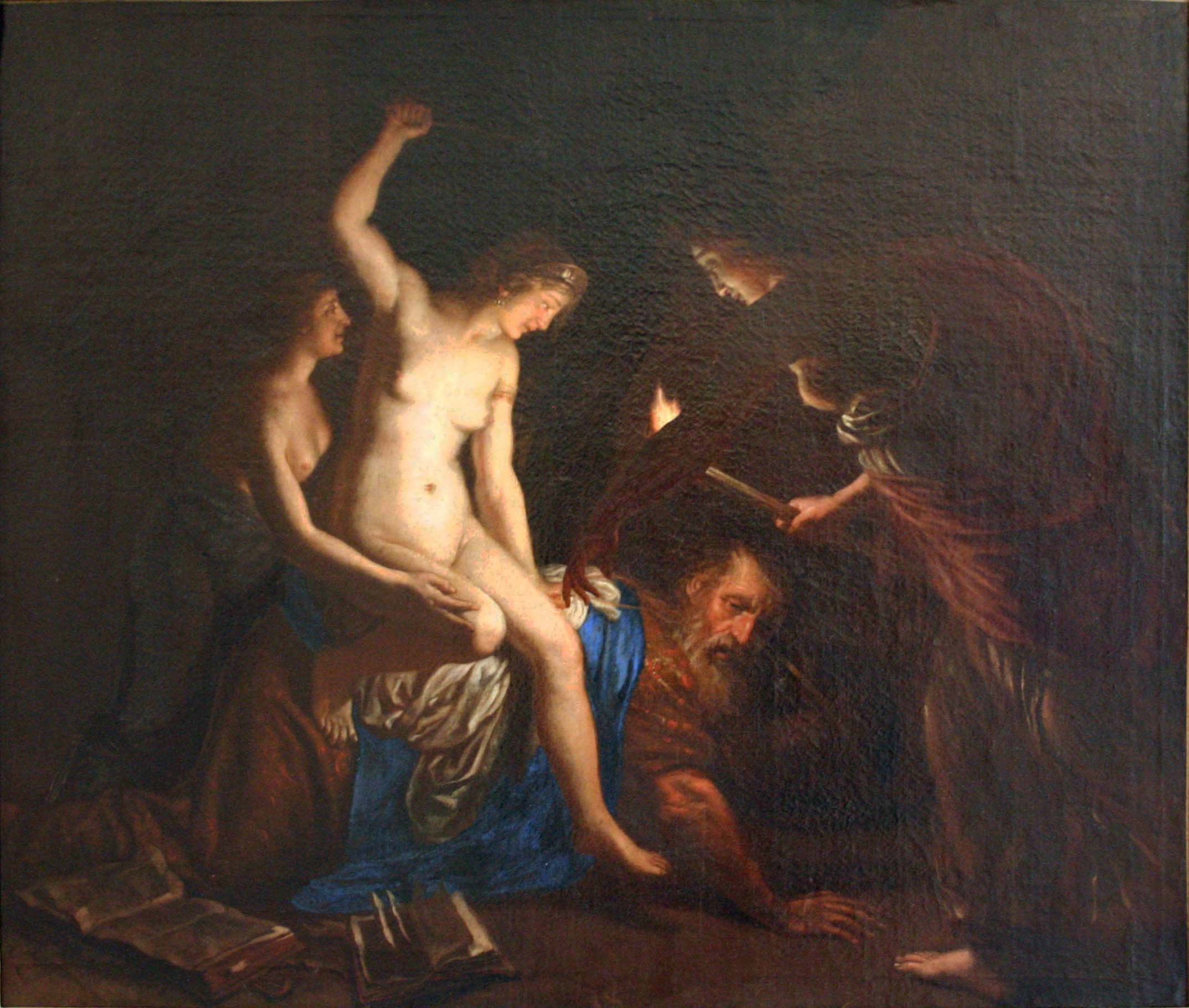
Aristóteles y Campaspe, Alessandro Turchi (atrib.) Óleo sobre lienzo, 1713.
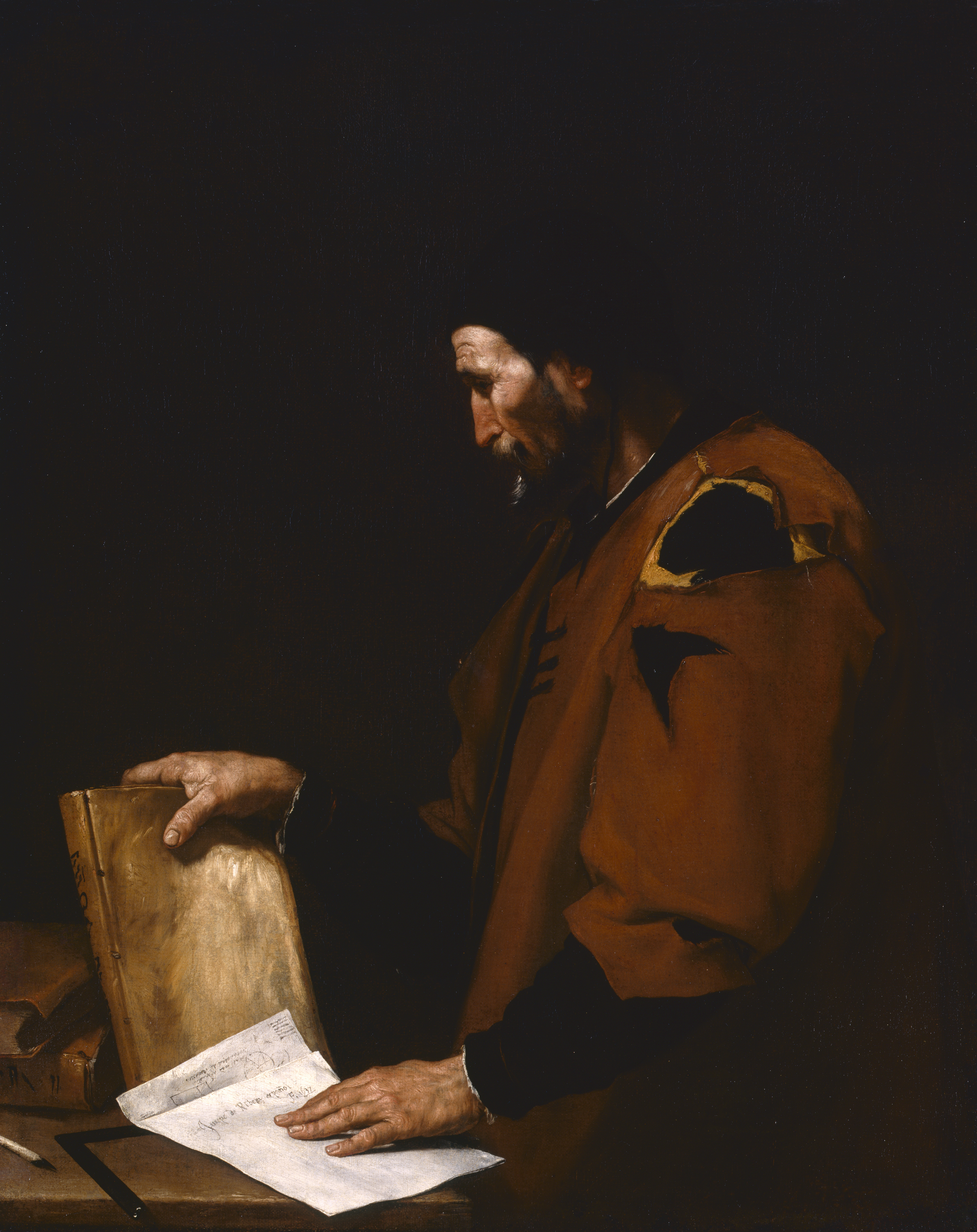
Aristóteles de José de Ribera. Óleo sobre lienzo, 1637.
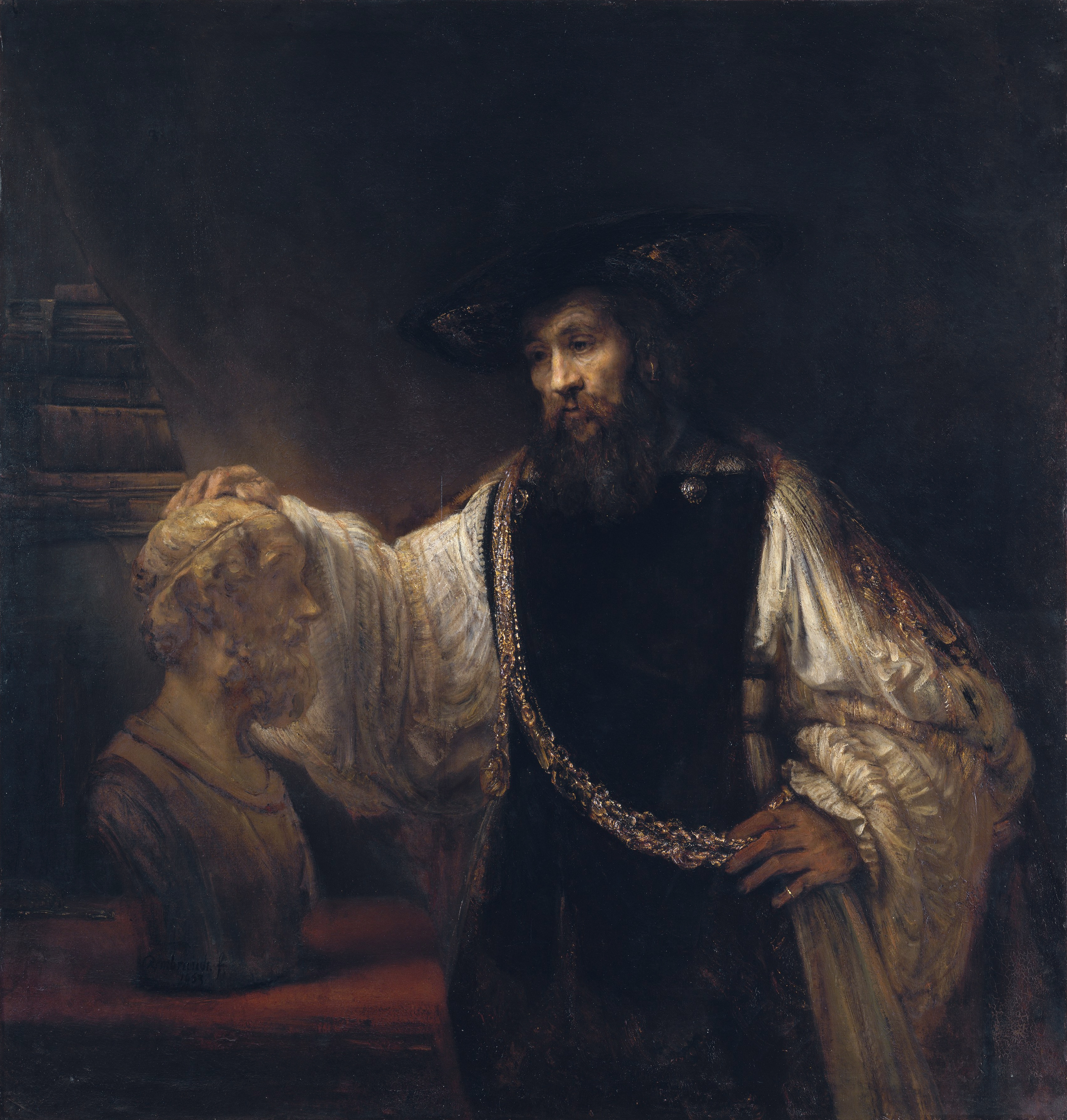
Aristóteles contemplando el busto de Homero por Rembrandt. Óleo sobre lienzo, 1653.
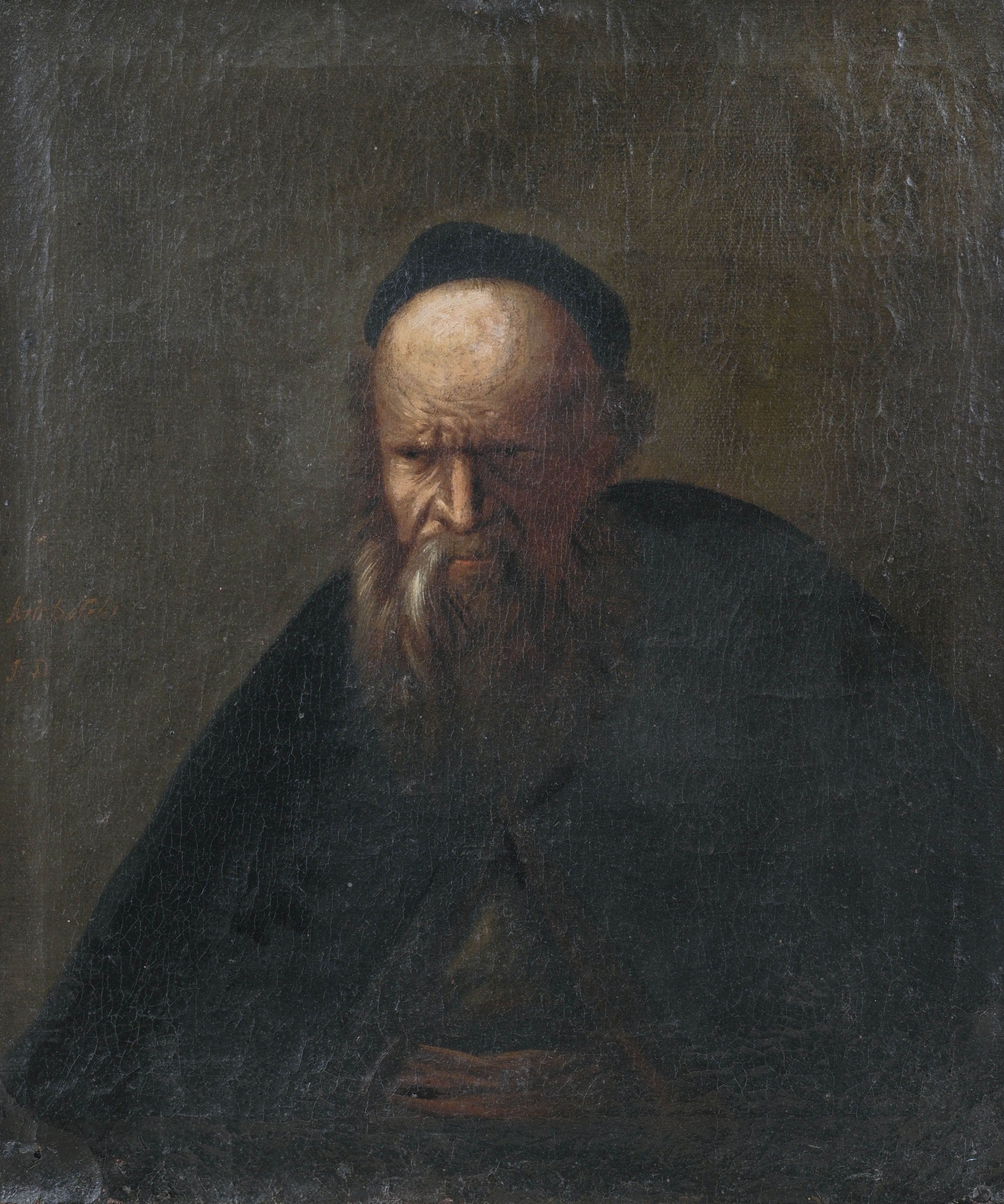
Aristóteles de Johann Jakob Dorner el Viejo. Óleo sobre lienzo, por 1813.

### Esculturas

Estatuas
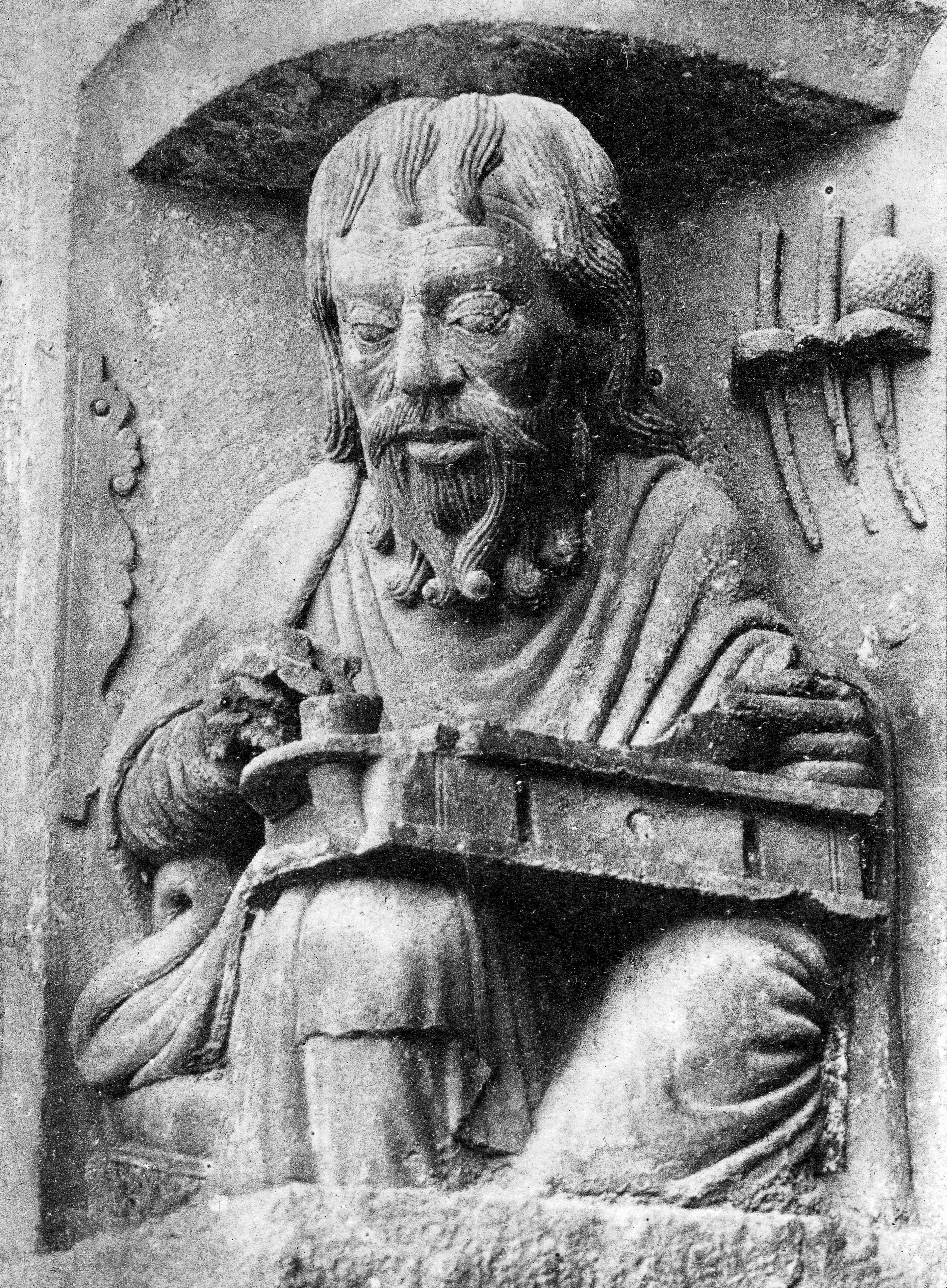
Relieve de Aristóteles en la Catedral de Chartres
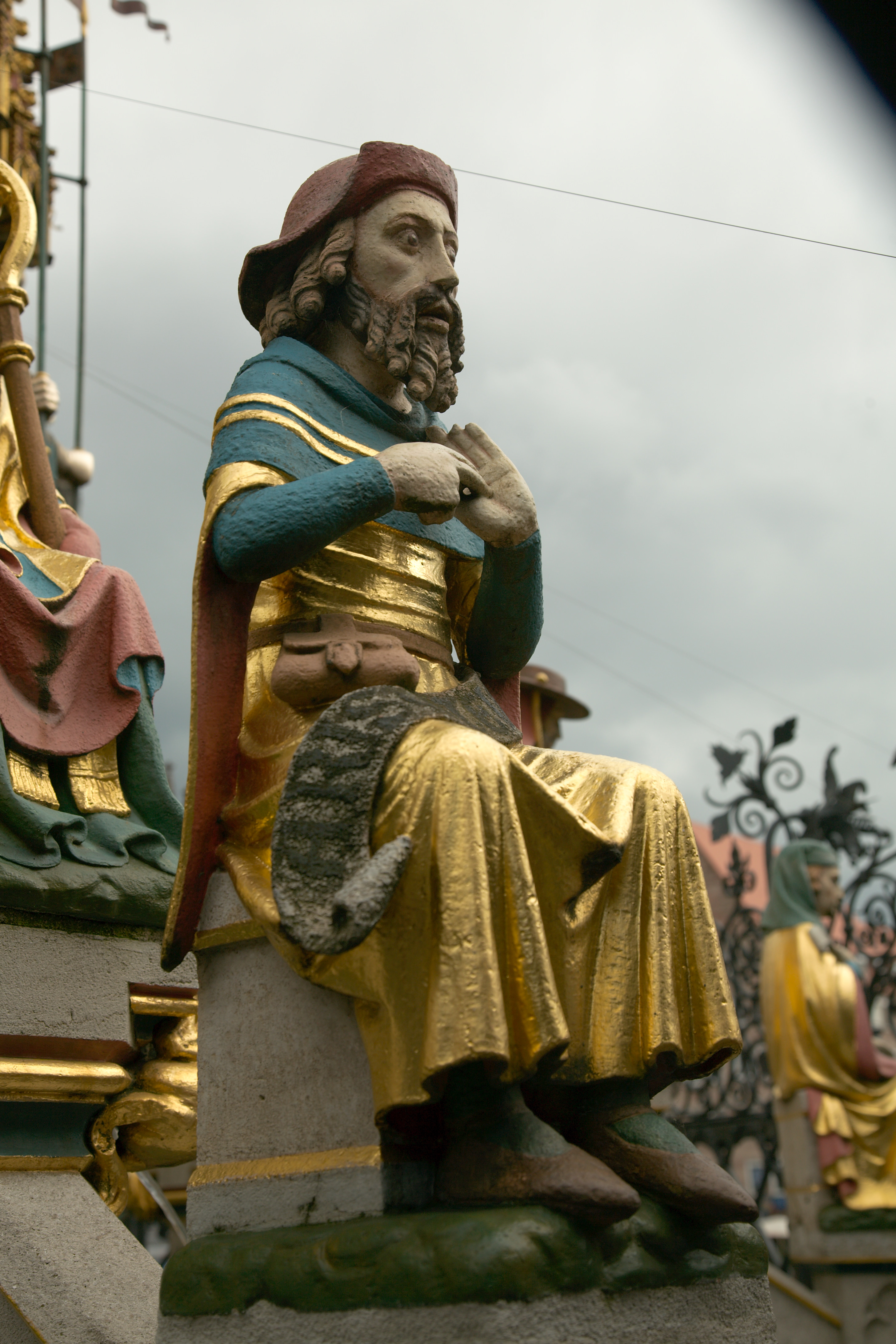
Figura de Aristóteles en la fuente Schöner Brunnen en Núremberg
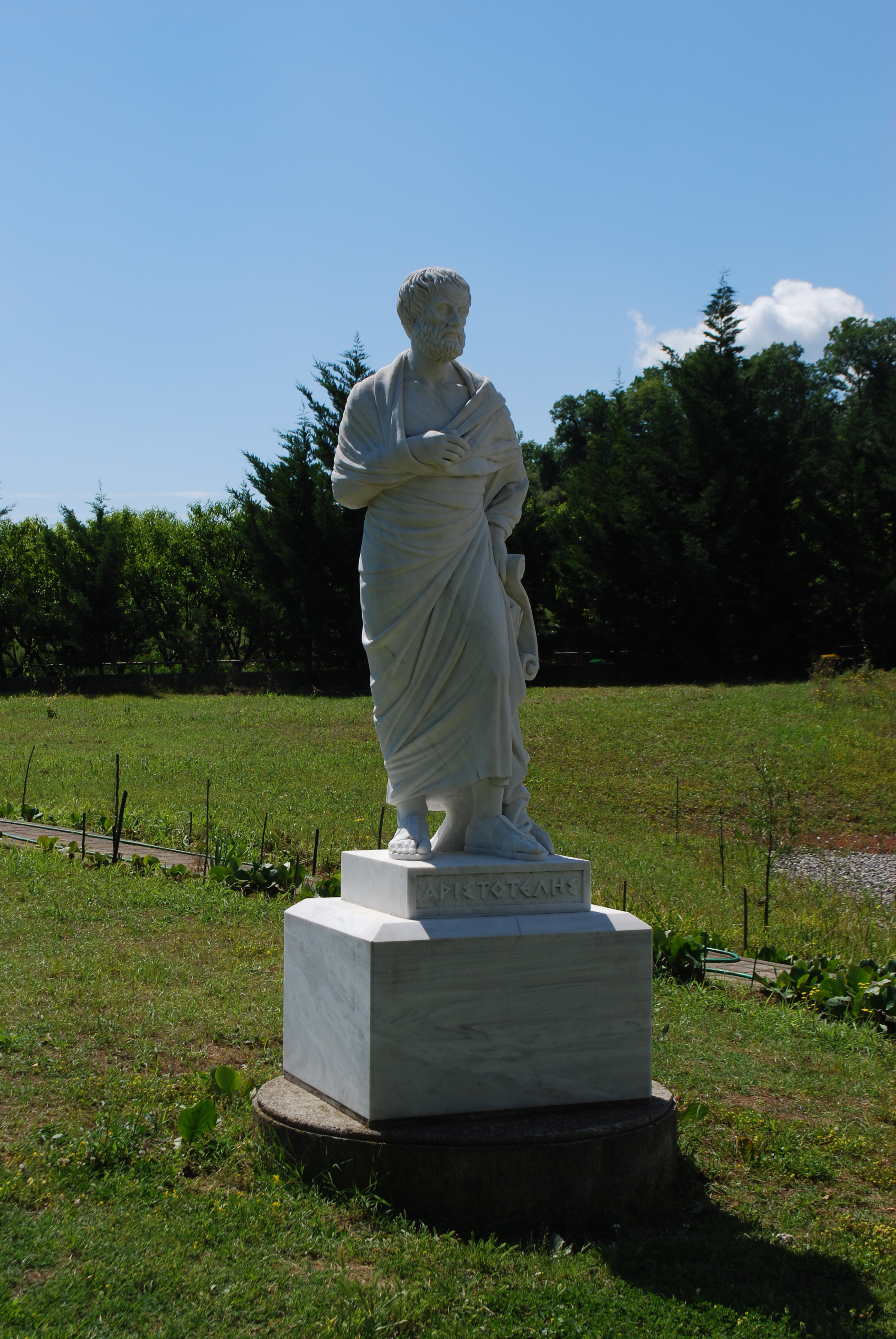
Escultura de Aristóteles cerca de la entrada de La Escuela de Aristóteles (El Liceo) en Mieza, Macedonia
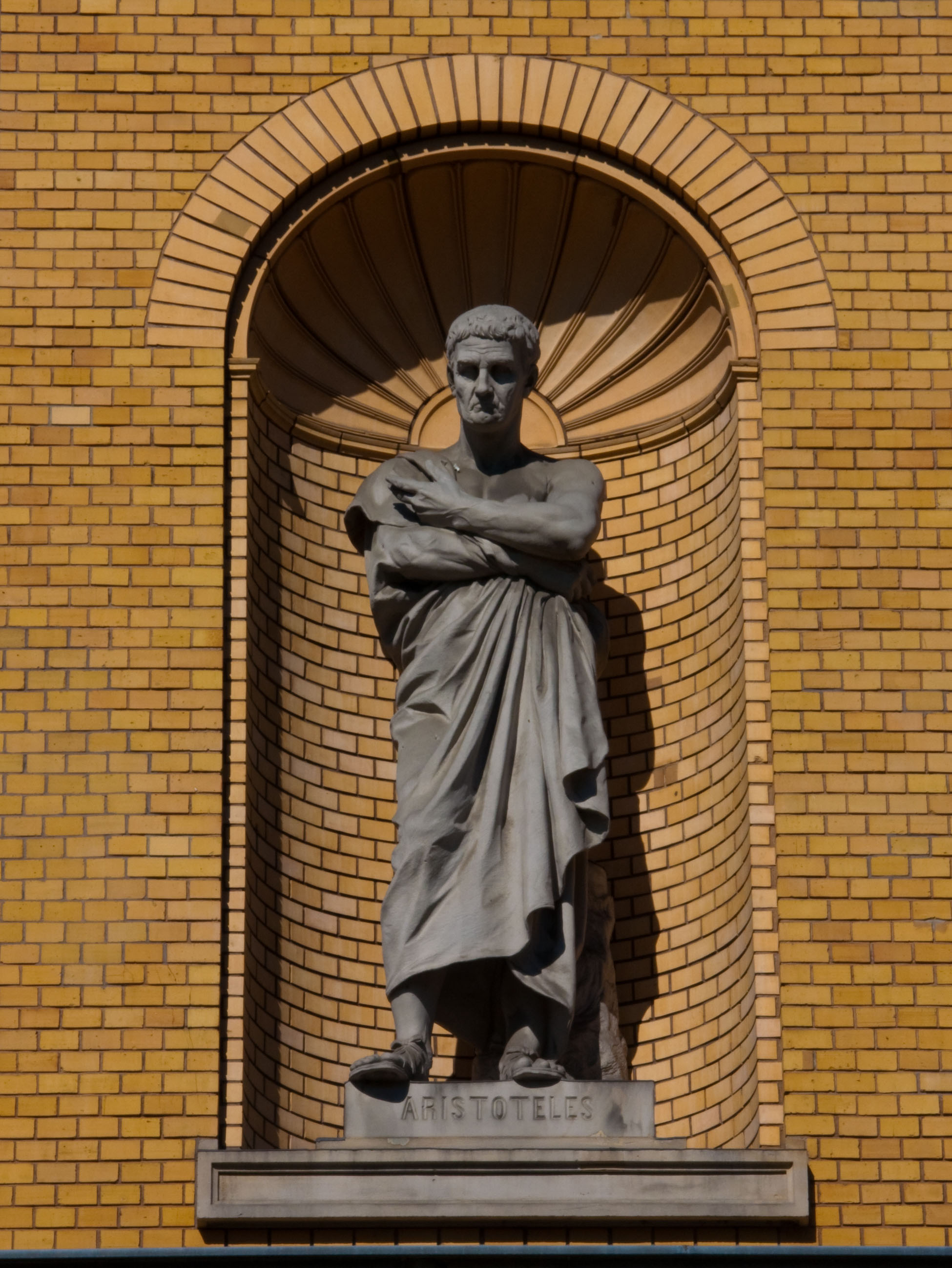
Estatua de Aristóteles en la Escuela Secundaria de Joachimsthal por Max Klein.
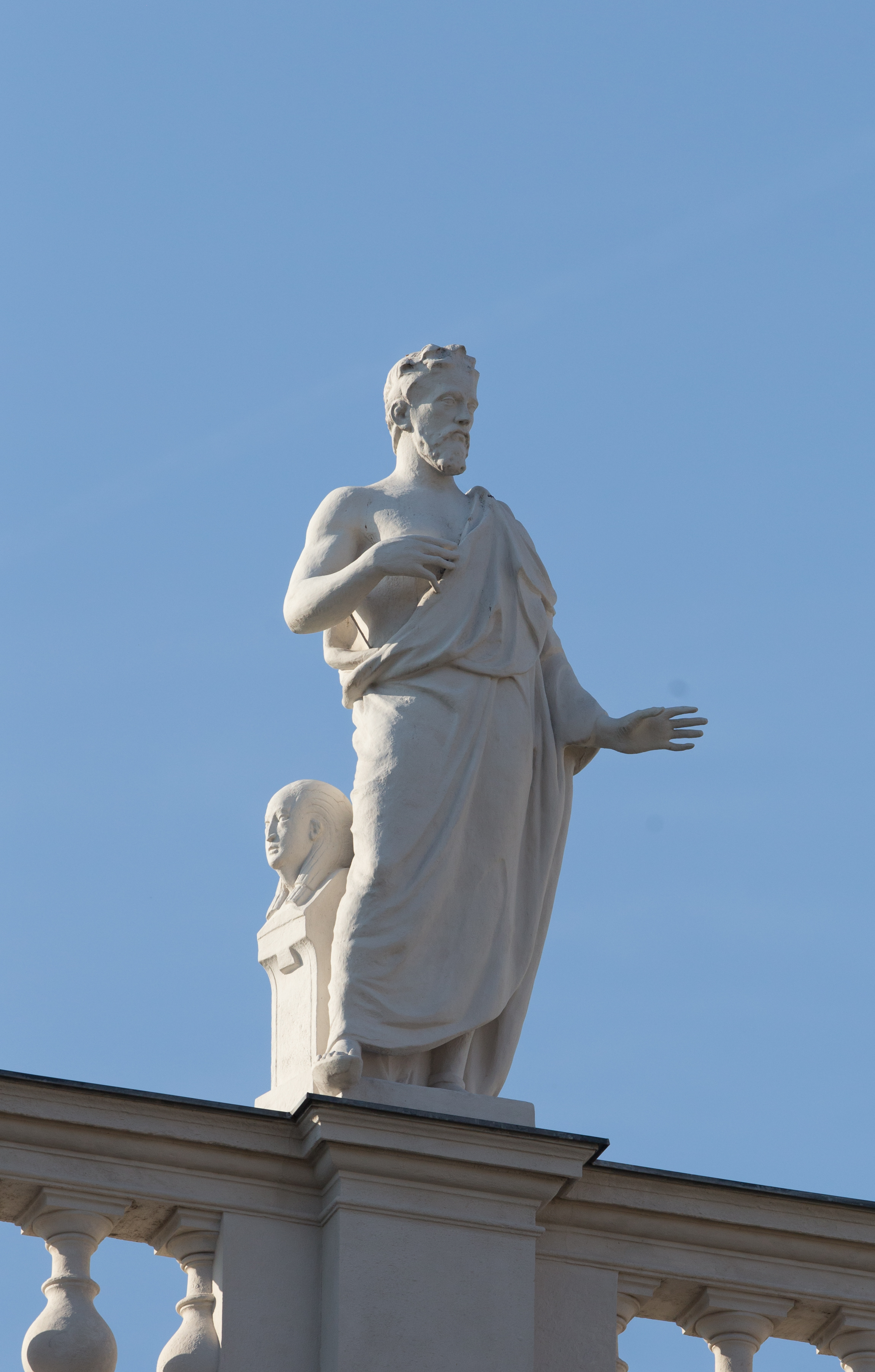
Escultura de Aristóteles en el Museo de Historia Natural de Viena
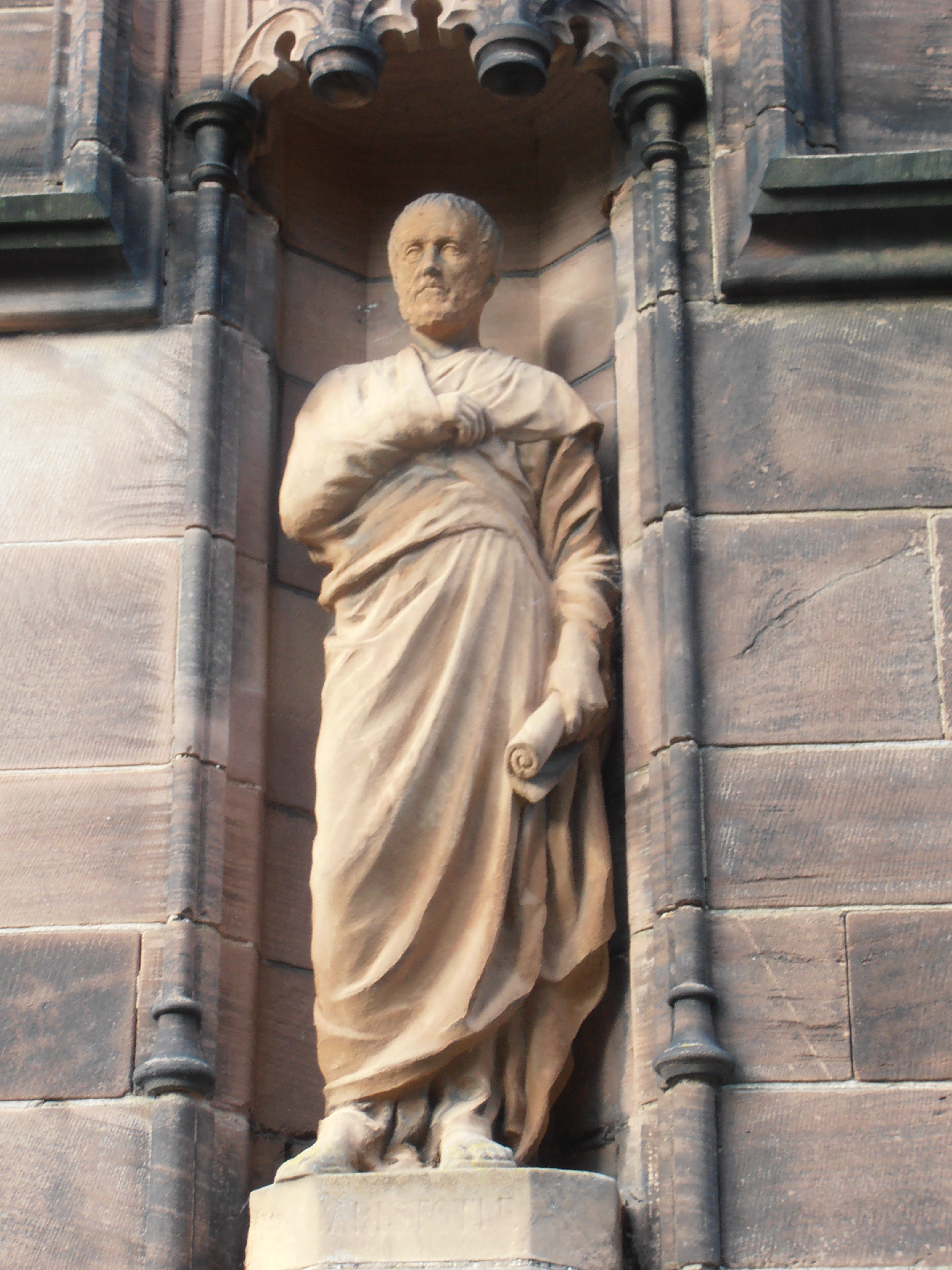
Escultura de Aristóteles de la Biblioteca de San Daniel de Bangor, Flintshire, Gales
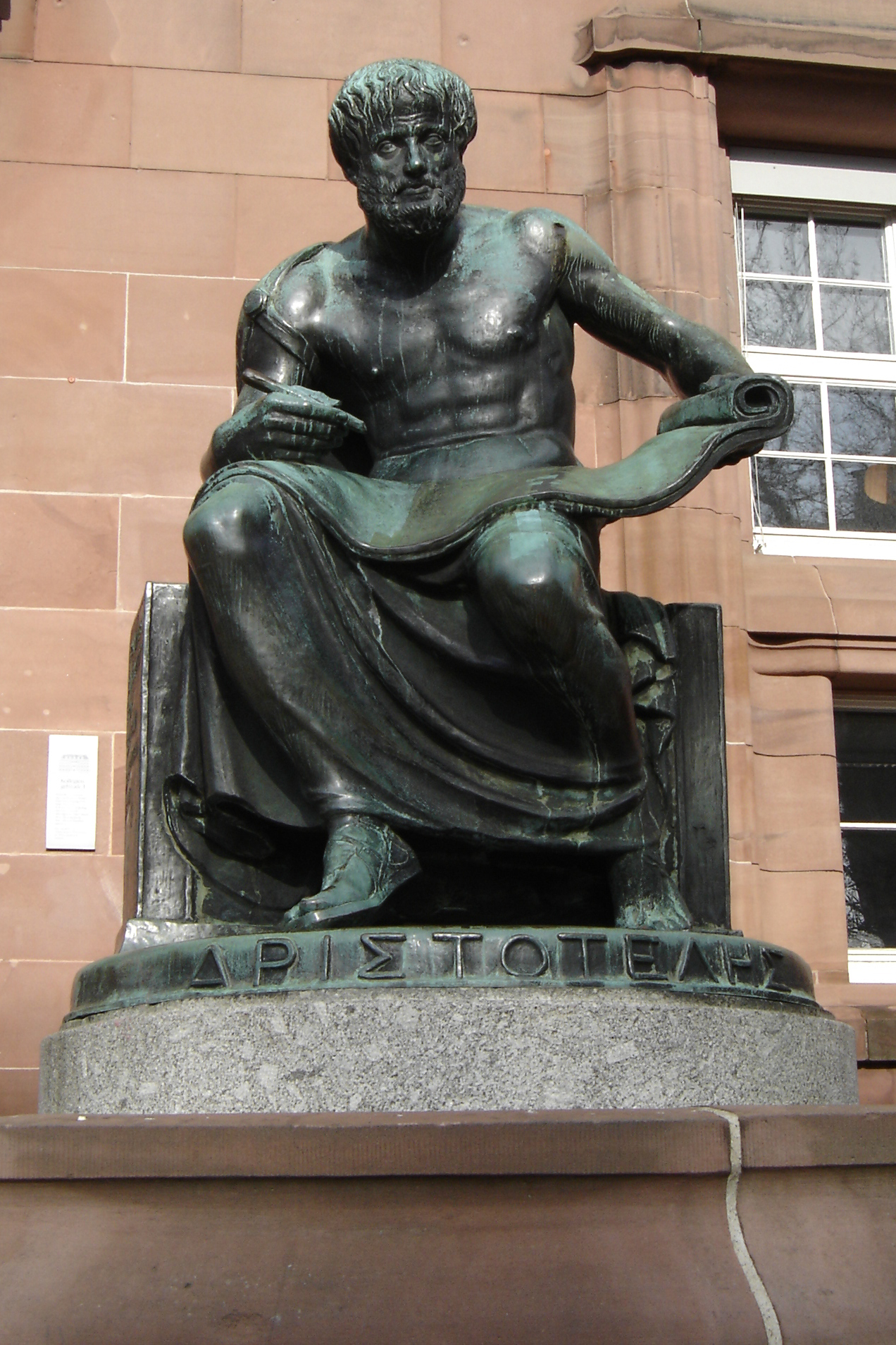
Estatua de bronce de Aristóteles en la universidad de Friburgo de Brisgovia, Alemania
Estatua de bronce del filósofo Aristóteles en la Plaza de Aristóteles, Salónica, Grecia

## Eponimía

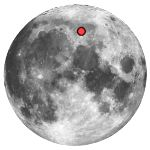
Localización del cráter Aristóteles en la Luna
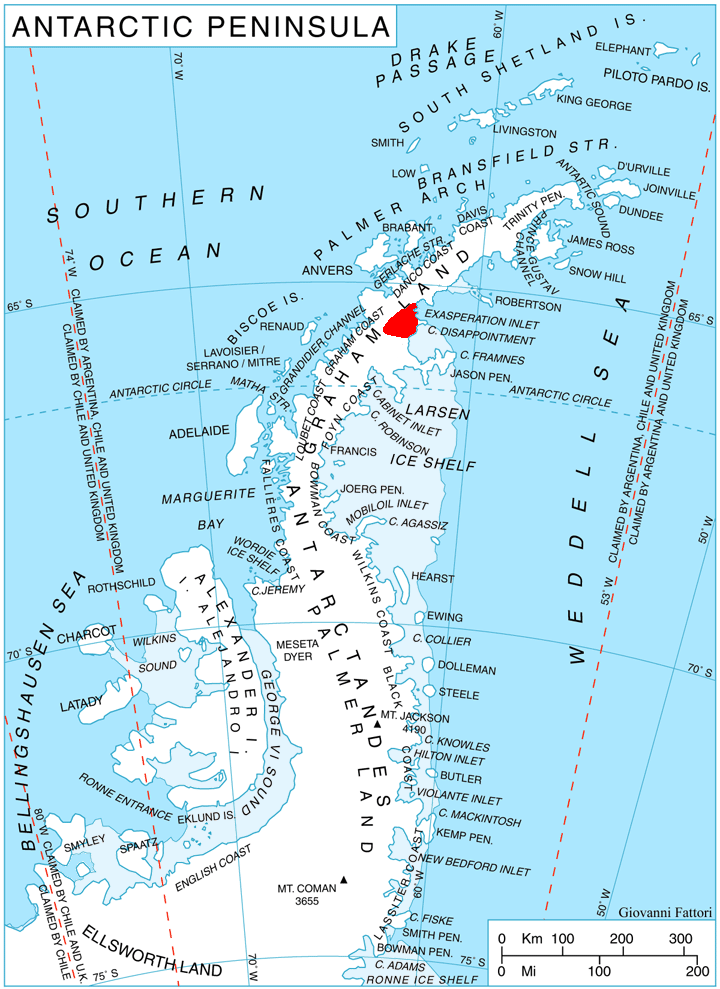
Localización de las montañas Aristóteles en la Antártida

- El cráter lunar Aristóteles lleva este nombre en su memoria.[371]
- El asteroide (6123) Aristóteles también conmemora su nombre.[372]
- En la Antártida se nombraron una montañas Aristóteles en su honor.(65°35′S 62°28′O / -65.58, -62.47)